# Jihlava
Jihlava (německy Iglau) je české krajské a statutární město v okrese Jihlava v Kraji Vysočina, ležící na Českomoravské vrchovině a položené na někdejší česko-moravské zemské hranici, tvořené zde zčásti řekou Jihlavou. Historicky se jedná o moravské město a i dnes většina Jihlavy leží na moravské straně, pouze severozápadní okraj je v Čechách. Historické město, založené ve 13. století jako hornické s těžbou stříbra, je od roku 1982 městskou památkovou rezervací. Ve městě žije přibližně 55 tisíc a v aglomeraci 94 tisíc obyvatel.

## Název
Město nese název Jihlava (německy Iglau, latinsky Iglavia, Seclavia) podle původní kupecké osady u kostela svatého Jana, která se nacházela poblíž brodu přes stejnojmennou řeku, jež dala osadě název. Původ názvu řeky však není jasný. Mohli ji pojmenovat Langobardi, kteří žili u jejího soutoku s Dyjí, jako Igulaha (ježový potok). Pojmenování však může pocházet i ze slovanských jazyků, kde slovo „jehla“ označovalo ostré kamení v říčním korytu. Název města v hebrejštině zní ייהלבה (Jihlava) a v jidiš ייִגלאַווע (Jiglau).

## Historie

### Středověk
První doklad o existenci Staré Jihlavy pochází z roku 1233, kdy řád německých rytířů prodal želivskému klášteru své majetky "nad Jihlavou" (super Giglava) a předal mu farní práva ke kostelu ve Staré Jihlavě. V roce 1234 vyměnil markrabě Přemysl a královna Konstancie s klášterem Porta Coeli v Předklášteří mimo jiné i statek Jihlava s okolními vesnicemi a mýtem za jiný majetek. Po roce 1240 se Jihlava vrátila zpět do držby Václava I. a brzy poté (někdy mezi lety 1240–1243) bylo založeno horní město. Do nového města přicházelo pravděpodobně množství lidí, ochotných se účastnit na těžbě a zpracování stříbra. Už k roku 1249 se zmiňují mince ražené v Jihlavě, jisté ovšem není, zda zde už tak brzy fungovala mincovna.
Vlastní zakládací listina města se nezachovala nebo nebyla vůbec vydána. První psaným dokumentem je stavební řád z roku 1270, uvedený dále.
V roce 1270 Jihlava obdržela od Přemysla Otakara II. stavební řád, který vtiskl historické části města pravidelný půdorys, pravoúhlé sítě ulic s velkým náměstím uprostřed (později katastrální území Jihlava Vnitřní Město). Jihlava, ač založena za Václava I., tak nese výrazné znaky měst, které Přemysl Otakar II. přímo založil. Město navíc se stavebním řádem získalo od Otakara privilegium, které měšťanům umožnilo, že si mohli sami regulovat zástavbu ve vnitřních částech města. Pravděpodobně v tomto roce také došlo ke stavbě opevnění s parkánem a příkopem (i když se v listině mluví o znovuvýstavbě zřícených věží, což by nasvědčovalo, že nějaké opevnění existovalo již i dříve). Jihlavu si Přemysl Otakar II. obzvláště hýčkal kvůli výrazné těžbě stříbra, která od sedmdesátých let 13. století zaznamenala velký nárůst. V roce 1272 poskytl král – v souvislosti s těžbou stříbra – jihlavským měšťanům svolení k prospektorské činnosti inter Yglauiam et Vst. Jen těžko se dá dnes říci, jaké výnosy měl král ze zdejší těžby. Údajně mu patřila osmina – zvaná urbura – z každé těžby. Nicméně těžba stříbra, zejména na Jihlavsku, ale nejen zde, byla spojována s údajně famózním Otakarovým bohatstvím. Jak uvádí Josef Žemlička ve své knize Přemysl Otakar II., král na rozhraní věků, „z mozaiky dochovaných střípků vědění se dá stěží sestavit jasně čitelný obraz“. Je však známo, že v 70. a 80. letech 13. století byla těžba stříbra v Jihlavě a okolí nejživější.
Za husitských válek nebylo katolické město Jihlava husity nikdy dobyto. Již roku 1420 se přidalo na stranu katolíků, což bylo pravděpodobně způsobeno německou národností většiny obyvatelstva. V roce 1422 se Jihlava stala přímým svědkem ústupu zbídačených Zikmundových vojsk, která prchala po prohrané bitvě u Německého Brodu (dnes Havlíčkův Brod). Přímé ohrožení husitskými vojsky zažila Jihlava v letech 1423, 1425 a 1427, kdy je načas obléhal i např. Jan Žižka či Jan Roháč z Dubé. Pevnost však vždy odolala. Přesto však došlo k velkým hospodářským ztrátám, široké okolí města bylo zpustošeno, těžba se zastavila. V roce 1436 byla na jihlavském náměstí (dnes Masarykovo) vyhlášena Basilejská kompaktáta. Roku 1441 měl nastat klid uzavřením smíru mezi Jihlavou a Táborem.

Jihlava v 17. století

Za vlády Jiřího z Poděbrad se opět rozhořely boje. Převážně německá Jihlava odmítla uznat jeho korunovaci a volbu, a tak ji musel husitský král dobýt. Stalo se na podzim 1458 po čtyřměsíčním obléhání. Tuhý odpor byl způsoben zakořeněným katolictvím a odporem proti husitům. Tyto boje měly za následek dlouhé období, kdy se Jihlava nemohla dostat z krize. Oživení nastalo až na přelomu 15. a 16. století.

### Novověk

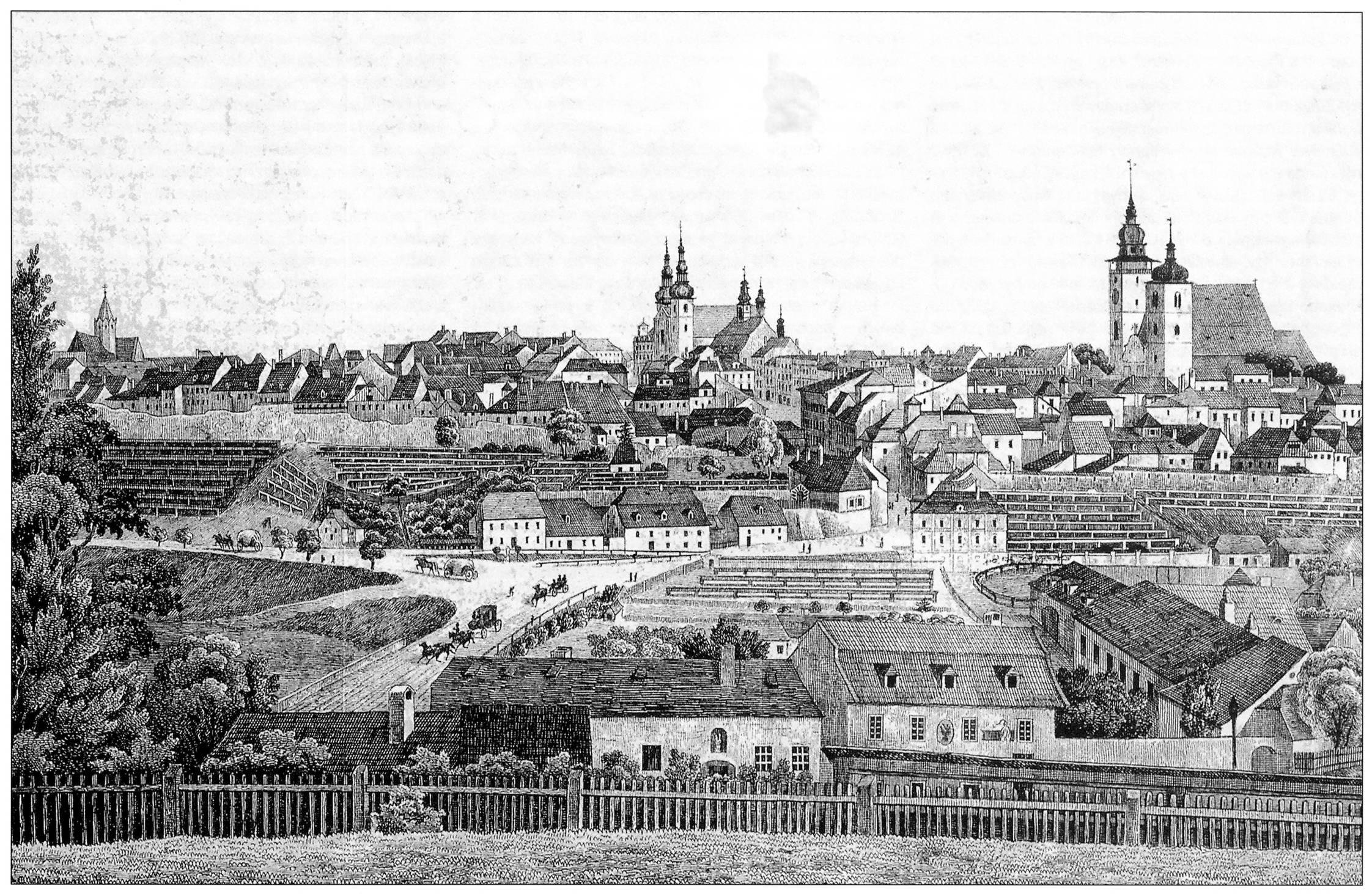
J. W. Zwettler: Pohled na Jihlavu od jihu, litografie, asi 1850.

Léta 1526–1619 jsou roky velkého rozkvětu města. Po velkých požárech došlo k rekonstrukci s výraznými renesančními rysy. Po roce 1522 se ve městě prosadilo luteránství. Kvetla řemesla a obchod – oborem středoevropského významu se stalo soukenictví. Došlo opětovně k řadě průzkumů, těžaři obnovili řadu štol a zarazili řadu nových. To vše i přesto, že se Jihlava jako jediné moravské město účastnila prvního stavovského odboje roku 1547 a vyvázla pouze s 25 000 tolary pokuty a tzv. dědičnou pivní daní.
V období třicetileté války v březnu 1645 se města zmocnili Švédové pod velením Lennarta Torstensona (1603–1651), kteří podplatili jednu ženu a ta jim otevřela dvě brány. Město přestavěli na barokní pevnost s bastionovým opevněním. Po jejich odchodu v roce 1647 zůstalo ve zničeném městě pouhých jeden tisíc obyvatel.

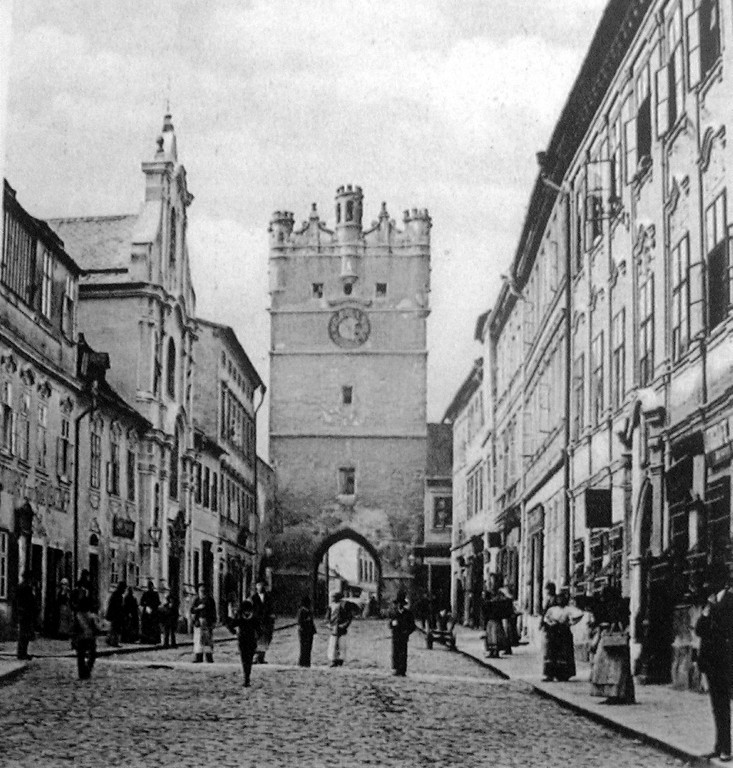
Brána Matky Boží v roce 1899

Opětný velký rozvoj město zažilo v 18. a 19. století, když se stalo druhým největším producentem sukna v tehdejší habsburské monarchii. V 19. století došlo k rozvoji průmyslu a také k bourání částí hradeb a bran s úzkými průjezdy. Roku 1850 zde byl zřízen krajský soud. V letech 1864–1928 byla Jihlava poprvé statutárním městem. Roku 1923 byla k Jihlavě připojena obec Dřevěné Mlýny (ovšem součástí aglomerace byl i Bedřichov, Staré Hory a Hruškové Dvory). Až do roku 1945 tvořila Jihlava se svým okolím druhou největší německou jazykovou enklávu na území českých zemí – tzv. jihlavský jazykový ostrov. Docházelo k národnostním sporům mezi německým a českým obyvatelstvem, 23. června 1920 si tyto potyčky vyžádaly několik lidských obětí.
Ve třicátých letech obohatil město o díla české moderní architektury její čelný představitel, mezinárodně uznávaný architekt Bohuslav Fuchs.
Druhá světová válka zasáhla také Jihlavu. Několik dnů po obsazení Němci byla vypálena jihlavská synagoga (na jejím místě byl později zřízen park Gustava Mahlera). V noci z 10. na 11. dubna 1945 byl partyzány poškozen most u Helenína a při přejezdu vlaku se převrátil. Akce je podle amatérského historika Jiřího Vybíhala hodnocena jako jedna z největších železničních diverzních akcí partyzánů v období Protektorátu Čechy a Morava. Německá hlášení mluví o smrti 65 a zranění 124 vojáků. Po válce byla většina původních obyvatel města nuceně vysídlena do zahraničí.
V roce 1969 se v Jihlavě na náměstí na protest proti normalizaci upálil Evžen Plocek. Jeho pamětní deska se nachází u morového sloupu v horní části Masarykova náměstí. V historickém jádru města (od roku 1982 vyhlášeno městskou památkovou rezervací) lze najít domy mnoha historických slohů a velké zbytky městských hradeb ze 14. a 15. století.

### Poválečný administrativní vývoj
Zrušení zemského uspořádání a nové krajské zřízení z roku 1949 přineslo Jihlavě status krajského města, centra Jihlavského kraje. Další správní reformou roku 1960 však byla Jihlava přičleněna k Jihomoravskému kraji s centrem v Brně a zůstala pouze městem okresním.
K 1. lednu 1951 se Jihlava dočkala rozšíření svého území o Bedřichov, Helenín (včetně Handlových Dvorů a Pančavy), Hruškové Dvory a Staré Hory, přičemž Bedřichov a Staré Hory patřily do Čech. Tím vznikla tzv. „Velká Jihlava“. K 17. květnu 1954 byly Hruškové Dvory od Jihlavy odděleny a naopak byla k Jihlavě připojena osada Sasov. K 1. lednu 1968 byla Jihlava rozšířena o obec Pávov. Další rozšíření proběhlo k 1. srpnu 1976, kdy byly k Jihlavě připojeny Antonínův Důl, Červený Kříž, Henčov, Heroltice, Hruškové Dvory, Hybrálec, Pístov, Popice, Rančířov, Smrčná, Vysoká a Zborná. K 1. dubnu 1980 byly k Jihlavě připojeny Horní Kosov, Hosov, Malý Beranov a Kosov.
K 1. lednu 1989 došlo k zatím poslednímu rozšíření města, při němž k němu byly připojeny Rantířov, Měšín, Cerekvička, Loučky, Vílanec, Čížov, Rosice. V létě 1990 se naopak řada částí Jihlavy osamostatnila. Od roku 2000 je Jihlava znovu centrem kraje, který se nicméně z původního staronového názvu Jihlavský kraj brzy přejmenoval na Kraj Vysočina. Patří tak spolu s Karlovými Vary mezi zdaleka nejmenší česká krajská města.

## Městské symboly

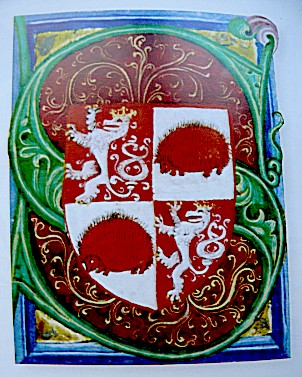
Znak Jihlavy v Gelnhausenově kodexu

### Znak
Znak Jihlavy tvoří štít dělený na čtvrtiny. V prvním a čtvrtém rudém poli se nachází stříbrný korunovaný český lev ve skoku, ve druhém a třetím stříbrném poli se vyskytuje rudá figura ježka.
Ježek je s Jihlavou spojován od přelomu 14. a 15. století. Ježek se vyskytuje na štítu dílny jihlavských mincmistrů v kutnohorském Vlašském dvoře přibližně koncem 14. století. Od poloviny 13. století se na městské pečeti nacházel jako symbol královského města korunovaný dvouocasý lev. Ve zdejším Gelnhausenově kodexu se nachází vyobrazení čtvrceného městského znaku se dvěma ježky a dvěma lvy. Důvod, proč Jihlavané vzali symbol ježka za svůj, není jistý. Podle historika Františka Hoffmanna si němečtí obyvatelé vykládali jméno svého města (Iglau) od slova igel (ježek). Symbol ježka západního využívá i místní pivovar Jihlava či fotbalový klub FC Vysočina Jihlava.

### Vlajka
Vlajku, která byla městu udělena rozhodnutím Poslanecké sněmovny 15. července 1993, tvoří kosmo dělený list o poměru stran 2:3, v jehož horním bílém poli se nachází červený ježek a v dolním červeném poli český lev.

## Poloha a přírodní poměry
Město Jihlava leží ve stejnojmenném okrese v Kraji Vysočina, v centrální části České republiky. Je vzdáleno 21 kilometrů jižně od Havlíčkova Brodu, 27 kilometrů východně od Pelhřimova, třicet kilometrů severozápadně od Třebíče, 115 kilometrů jihovýchodně od Prahy a 78 kilometrů severozápadně od Brna.

### Geologická stavba, reliéf a půdy
Z geologického hlediska je území součástí Českého masivu. Z hornin převažuje migmatit, sprašová hlína se vyskytuje v oblastech Heroltic a v pásu Hosova, Vysoké a Popic, pararula v okolí Zborné, místy granit a v okolí řek hlína, písek a štěrk. Geomorfologicky je oblast součástí Česko-moravské subprovincie, konkrétně Hornosázavské pahorkatiny, Křižanovské vrchoviny a Křemešnické vrchoviny a jejich podcelků Jihlavsko-sázavské brázdy, Brtnické vrchoviny a Humpolecké vrchoviny. Území se rozkládá na vícero geomorfologických okrscích. Centrum města se nachází v Jihlavské kotlině, severovýchodní část pak zasahují Štocký stupeň, Dobronínská pánev a Beranovský práh. Severozápad tvoří Jeníkovská vrchovina, jihozápadně pak Kosovská pahorkatina a Puklická pahorkatina. Průměrná nadmořská výška činí 525 metrů, nejvyšší bod se nachází na Popickém vrchu (682 metrů). Mezi další známé vrcholy patří Vysoká (665 metrů) jižně od místní části Vysoká, Vysoký kámen (661 metrů) u Pávova, Rudný (613 metrů) u Zborné, Hůrka (622 metrů) u Vysoké. Nejnižší bod v katastrálním území Kosov u Jihlavy na řece Jihlavě se nachází ve výšce 450 metrů.
Na území převažuje kambizem, okolo vodních toků se vyskytují fluvizemě a gleje, západně od Vysoké, severně od Henčova a v oblastech Heroltic, Bedřichova, Pávova a Červeného Kříže se nacházejí pseudogleje.

### Vodstvo a podnebí
Jihlava leží na stejnojmenné řece, která na území města vstupuje ze západu. Do řeky Jihlavy se postupně vlévají Smrčenský potok ve Starých Horách, řeka Jihlávka v ulici Mlýnská, do níž se na ulici Hradební vlévá Koželužský potok. Místními částmi na severu území města – Pávov, Zborná, Henčov, Antonínův Důl a Červený Kříž protéká Zlatý potok. Území města leží na evropském rozvodí mezi úmořím Černého a Severního moře.
Největší soustava rybníků se nachází v místních částech Vysoká a Pístov na horním toku Koželužského potoka, jde o Lužný rybník, Silniční rybník, Lukáš, Vodárenský rybník a Luční rybník. Rybníky zaujímají výměru od 0,5 do 11 ha. Na ulici S. K. Neumanna se nachází Panský rybník, v Horním Kosově rybník U Břízy. Na Smrčenském potoce leží ve Starých Horách rybník Borovinka se sádkami a na jeho levém přítoku Kněžský rybník. Mezi Zbornou a Pávovem na Zlatém potoce se nachází několik rybníků – Široký, Dubový a Pávovský. Na řece Jihlávce stojí rybník Stará plovárna.
V rámci Quittovy klimatické klasifikace se řadí do mírně teplé oblasti MT4, podle Atlasu podnebí ČSR z roku 1958 do okrsku B5 a dle Köppenovy klasifikace podnebí k vlhkému kontinentálnímu podnebí. Pro oblast MT4 jsou charakteristická krátká léta s mírným, suchým až mírně suchým, krátkým přechodným obdobím, mírná jara a podzimy. Zimy jsou normálně dlouhé, mírně teplé a suché, sněhová pokrývka má během nich krátké trvání. Platí pro ni průměrné lednové teploty –2 až –3 °C a průměrné červencové teploty 16 až 17 °C. Ve vegetačním období se úhrn srážek pohybuje mezi 350 a 450 mm, v zimním pak mezi 250 a 300 mm. Průměrná roční teplota činí 6-7 °C a průměrné srážkový úhrn dosahuje hodnoty 617 mm/rok.

### Flora a fauna
V rámci biogeografického členění se řadí k provincii středoevropských listnatých lesů, Hercynské podprovincii, západní část k Pelhřimovskému a východní k Velkomeziříčskému bioregionu. Území se nalézá ve fytogeografickém obvodu Českomoravského mezofytika, v okrese 67 Českomoravská vrchovina. Lesy na území Jihlavy náleží do přírodní lesní oblasti 16 – Českomoravská vrchovina. Jehličnaté lesy tvoří především smrková monokultura, původní jedlobukové a smrkobukové porosty se nacházejí u Vysokého kamene. Potenciálně přirozenou vegetací je bučina s kyčelnicí devítilistou, okrajové části okolo Heroltic a Horní Kosov biková bučina. Krajinu tvoří pole a louky s trvalým travním porostem. Podél vodních toků rostou olšiny (Alnus) s bledulemi jarními (Leucojum vernum). V lesích se vyskytují borůvky (Vaccinium myrtillus), violky lesní (Viola reichenbachiana) či kapraď samec (Dryopteris filix-mas).
V okolních lesích žijí srnci obecní (Capreolus capreolus) či divočáci (Sus scrofa), z šelem pak kuny lesní (Martes martes) a lišky obecné (Vulpes vulpes). V lesích hnízdí datli černí (Dryocopus martius), žluny šedé (Picus canus), sýkory (Parus), pěnice (Sylvia) či drozdi zpěvní (Turdus philomelos), z dravých ptáků se objevují káně lesní (Buteo buteo). Na vlhkých loukách jsou zastoupeny běžné druhy plazů a obojživelníků, např. zmije obecné (Vipera berus), ještěrky živorodé (Zootoca vivipara), skokani (Rana), ropuchy obecné (Bufo bufo) či čolci (Triturus). U vodních toků žijí typické druhy ryb a rovněž skokani hnědí (Rana temporaria) a mloci skvrnití (Salamandra salamandra). Na rybnících sídlí kachny divoké (Anas platyrhynchos) či lysky černé (Fulica atra).

### Ochrana přírody
Evropsky významné lokality: Lužný rybník, Šlapanka a Zlatý potok, Vysoký kámen u Smrčné a Zaječí skok.
Památné stromy: Buk na vrchu Rudný, Buk u kostela v Jihlavě, Buky Bedřicha Smetany ve Smetanových sadech, Dub letní u Henčova, Dub u Domu zdraví, Javor v Popicích, Jilmy u Hosova, Lípa u Tomášků ve Zborné, Lipové stromořadí u Modety, Stromořadí v Bedřichově, Stromořadí v Horním Kosově, Zerav obrovský v Jihlavě.

## Obyvatelstvo

### Struktura
Podle sčítání lidu roku 1930 zde žilo v 2 070 domech 31 028 obyvatel. 17 968 obyvatel se hlásilo k československé národnosti a 12 093 k německé. Žilo zde 25 759 římských katolíků, 1 172 evangelíků, 1 320 příslušníků Církve československé husitské a 1 025 židů.
Dle sčítání lidu v roce 2011 žilo v Jihlavě trvale 50 075 osob, z toho 25 866 žen. Celkem 35 495 občanů se hlásilo k české národnosti, 737 k moravské, 501 ke slovenské, 183 k ukrajinské, 84 k vietnamské, 71 k německé, 32 k romské, 24 k polské a 3 ke slezské.
Město má zhruba 50 tisíc obyvatel, kromě toho do Jihlavy také dojíždí přes 10 tisíc lidí za prací i za studiem. Největším jihlavským obytným celkem je sídliště Březinova („Březinky“) ležící na východ od historického centra, v roce 1991 tu žilo 10 090 osob, o deset let později 8 964 a v roce 2011 7 622 obyvatel.
| Rok            | 1869   | 1880   | 1890   | 1900   | 1910   | 1921   | 1930   | 1950   | 1961   | 1970   | 1980   | 1991   | 2001   | 2011   | 2021   |
| -------------- | ------ | ------ | ------ | ------ | ------ | ------ | ------ | ------ | ------ | ------ | ------ | ------ | ------ | ------ | ------ |
| Počet obyvatel | 20 049 | 22 378 | 23 716 | 24 387 | 25 914 | 25 634 | 31 028 | 26 253 | 34 721 | 40 839 | 51 144 | 51 831 | 50 702 | 50 075 | 50 523 |
| Počet domů     | 1 198  | 1 261  | 1 226  | 1 296  | 1 354  | 1 485  | 2 070  | 2 371  | 3 085  | 3 533  | 4 671  | 5 016  | 5 262  | 6 161  | 6 723  |

Věková struktura obyvatel obce Jihlava roku 2011
Rodinný stav obyvatel obce Jihlava roku 2011
Vzdělání obyvatel obce Jihlava roku 2011

### Náboženský život
Město je sídlem děkanství jihlavského, které náleží k brněnské diecézi. Spadají sem dvě zdejší římskokatolické farnosti – u kostela Matky Boží a u kostela svatého Jakuba. Podle cenzu z roku 2011 se k víře hlásí 10 108 z 50 075 osob, z nichž 3 402 se nehlásí k žádné církvi či náboženské společnosti. Z 6 706 věřících, kteří uvedli svou víru, se 5 151 lidí hlásilo k římskokatolické církvi, 226 k Českobratrské církvi evangelické, 138 k Církvi československé husitské, 81 k Svědkům Jehovovým a 53 k Pravoslavné církvi. 22 162 osob svou víru neuvedlo, 17 797 osob bylo bez náboženské víry. Funguje zde i farní obec Starokatolické církve v ČR.

## Městská správa a politika

### Členění města

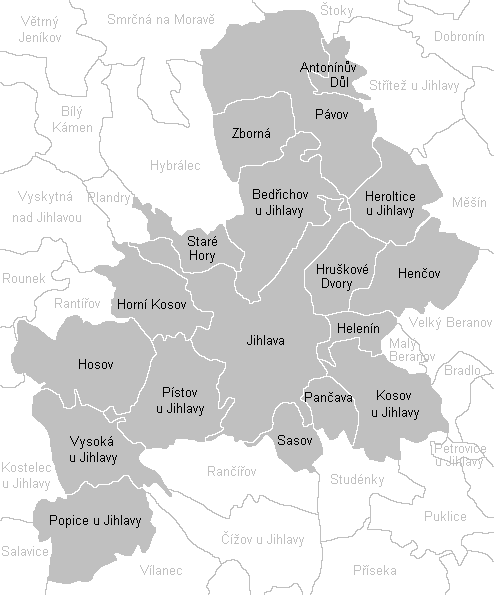
Katastrální území Jihlavy

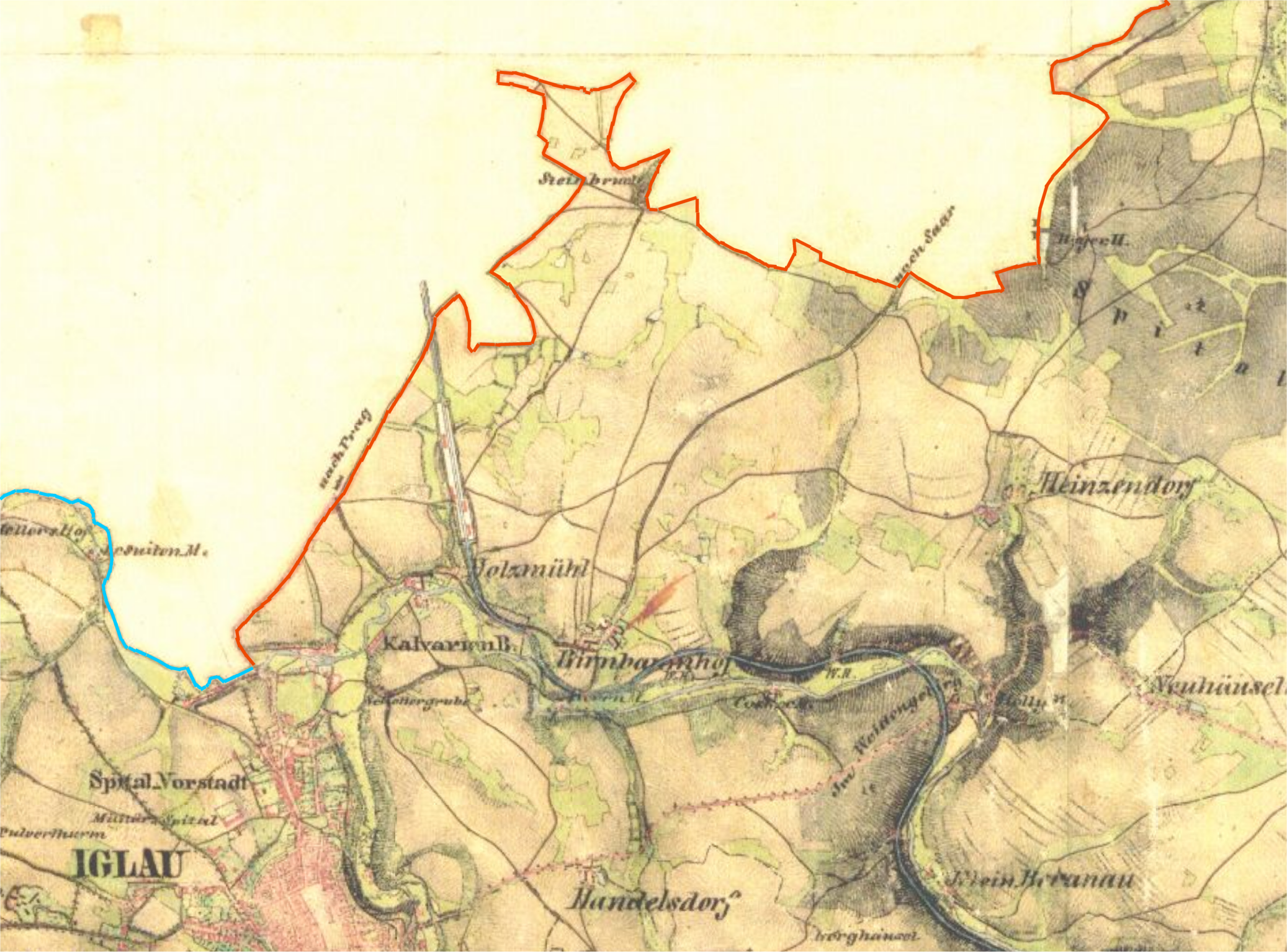
Část mapy z 2. vojenského mapování, na níž je zakreslen průběh zemské hranice Čech a Moravy na území Jihlavy

#### Katastrální území a části
Město se v současnosti skládá z 18 katastrálních území, na kterých leží 17 částí a 56 základních sídelních jednotek (dále jen ZSJ).
- Antonínův Důl – části Červený Kříž a Antonínův Důl (část); ZSJ Antonínův Důl, Červený Kříž a Červený Kříž-průmyslový obvod
- Bedřichov u Jihlavy – původně části Bedřichov a Bukovno, dnes rozděleno mezi části Jihlavu a Staré Hory; 3 ZSJ Bedřichov, Lesnov a Zadní Bedřichov
- Helenín – část Helenín; 2 ZSJ: Helenín a Na Člunku
- Henčov – část Henčov
- Heroltice u Jihlavy – část Heroltice; 2 ZSJ: Heroltice a U Karlova lesa
- Horní Kosov – část Horní Kosov; 3 ZSJ: Horní Kosov, K Rantířovu, Sídliště Horní Kosov
- Hosov – část Hosov
- Hruškové Dvory – část Hruškové Dvory a část části Jihlava; 2 ZSJ Hruškové Dvory, Průmyslová zóna Hruškové Dvory
- Jihlava – část části Jihlava; 22 ZSJ: Heulos, Jihlava-historické jádro, Kalvárie, Královský vršek, Na Dolech, Na Dolech-jih, Na Dolech-sever, Na Slunci, Na valech, Průmyslová zóna Bedřichov, Psychiatrická léčebna, Seifertova, Sídliště Březinova, Třída Legionářů, U domu zdraví, U hřbitova, U mlýna, U řeky, U soudu, U větrníku, Za tratí, Znojemská
- Kosov u Jihlavy – část Kosov
- Pančava – část části Jihlava
- Pávov – části Pávov a Antonínův Důl (část); 4 ZSJ: Nový Pávov, Pávov, Průmyslová zóna Pávov, Vysoký kámen
- Pístov u Jihlavy – část Pístov
- Popice u Jihlavy – část Popice
- Sasov – část Sasov
- Staré Hory – část části Staré Hory
- Vysoká u Jihlavy – část Vysoká
- Zborná – část Zborná

Součástí města byly dříve i dnes samostatné obce Cerekvička-Rosice, Čížov, Hybrálec, Malý Beranov, Měšín, Rančířov, Rantířov, Smrčná a Vílanec.

#### Rozdělení katastrálních území mezi Čechy a Moravu
Na Moravě leží katastrální území Bedřichov u Jihlavy (nepatrná část katastru), Helenín, Henčov (téměř celý katastr), Horní Kosov, Hosov, Hruškové Dvory (téměř celý katastr), Jihlava (většina katastru), Kosov u Jihlavy, Pančava, Pístov u Jihlavy, Popice u Jihlavy, Sasov, Staré Hory (nepatrná část katastru), Vysoká u Jihlavy a Heroltice u Jihlavy (pouze několik pozemků na jihu a východě katastru).
Do Čech pak patří katastrální území Antonínův Důl, Bedřichov u Jihlavy (téměř celý katastr), Heroltice u Jihlavy (téměř celý katastr), Hruškové Dvory (malá část katastru), Pávov, Staré Hory (téměř celý katastr), Zborná, Jihlava (menší část katastru především v oblasti Jihlavských dřevařských závodů) a Henčov (nepatrná část katastru).

### Instituce
Jihlava je krajským městem a také obcí s rozšířenou působností a pověřeným obecním úřadem. Okres Jihlava se skládá ze 123 obcí, správní obvod obce s rozšířenou působností ze 79 obcí.
V areálu bývalé nemocnice stojí budova okresního soudu, okresního státního zastupitelství a pobočky Krajského soudu v Brně. Bezpečnost zajišťují Krajské ředitelství policie kraje Vysočina a Městská policie Jihlava. Hasičská zbrojnice leží na ulici Sokolovská a Krajské vojenské velitelství Jihlava sídlí na ulici Vrchlického. Z úřadů tu sídlí Magistrát města Jihlavy, Krajský úřad Kraje Vysočina a pobočky finančního úřadu, úřadu práce, katastrálního úřadu, České správy sociálního zabezpečení, živnostenského úřadu a Regionální rozvojové agentury Vysočina. Dále jsou zde zastoupeny hygienická stanice a Státní veterinární ústav Jihlava. Jihlava je také celostátním sídlem Energetického regulačního úřadu.
Zdravotnické služby poskytují lékaři v soukromých ordinacích či v komplexu Jihlavské terasy, Nemocnice Jihlava, Lékařský dům Jihlava (též známý jako Dům zdraví), Psychiatrická nemocnice Jihlava a četné lékárny. Domovy pro seniory se nachází na Jihlavských terasách a v místní části Lesnov. Dětský domov se školou, základní škola a školní jídelna, Jihlava s kapacitou 37 dětí zřizuje ministerstvo školství. Ústřední hřbitov stojí na ulici Žižkova, menší Hřbitov Kalvárie na ulici Helenínská. Služby města Jihlavy v místní části Lesnov provozují krematorium.

### Samospráva
Město má 37členné zastupitelstvo, v čele 11členné rady města stojí primátor.
| Volební období | Volební účast | Mandáty v zastupitelstvu                                                                                    | Primátor                        |
| -------------- | ------------- | --- | ------------------------------- |
| 2002–2006      | 33,32 %       | 11 ODS 8 KSČM 7 ČSSD 4 KDU-ČSL 2 Strana zelených 2 US-DEU 2 Sdružení nezávislých 1 ČSNS a Jihlavská aliance | Vratislav Výborný Vladimír Hink |
| 2006–2010      | 36,53 %       | 11 ODS 7 ČSSD 6 KSČM 4 Nezávislí občané Jihlavy 3 SNK Evropští demokraté 3 KDU-ČSL 3 Strana zelených        | Jaroslav Vymazal                |
| 2010–2014      | 37,69 %       | 11 ČSSD 10 ODS 7 KSČM 4 TOP 09 3 Krásná Jihlava NOJ-JA-Svobodní 2 KDU-ČSL                                   | Jaroslav Vymazal                |
| 2014–2018      | 35,16 %       | 8 ANO 2011 8 ČSSD 6 KSČM 5 ODS 4 KDU-ČSL 4 Fórum Jihlava 2 TOP 09                                           | Rudolf Chloupek                 |
| 2018–2022      | 37,48 %       | 10 ANO 2011 7 Fórum Jihlava 6 ODS 4 Žijeme Jihlavou! 3 KSČM 3 KDU-ČSL 2 ČSSD 2 SPD                          | Karolína Koubová                |

## Hospodářství
Mezi pěstovanými plodinami převažují obilniny, na polovinu od roku 1989 pokleslo pěstování brambor, naopak se zvýšila produkce řepky olejky. Provozy rostlinné výroby se nacházejí především v okrajových částech Jihlavy, v Herolticích sídlí firmy EUROFARMS, s.r.o. a AGROSALES s. r. o., v Pístově Agrodružstvo Pístov a v Jihlavě má sídlo Zemědělské zásobování a nákup v Jihlavě, a.s. Těžbou dřeva se zabývají společnosti EDELVEJS, s.r.o. a Lesní společnost Jihlava. Z živočišné výroby jsou zde zastoupeny podniky Rybářství Růžička, spol. s r.o., chov prasat Selma, a.s., chov drůbeže Gallus Extra, s.r.o. a Biofarma Sasov.
Z průmyslu je zde zastoupeno převážně strojírenství a to zejména se specializací na automobilový průmysl. Mezi největší zaměstnavatele se řadí Bosch Powertrain, jehož továrna na vstřikovací systémy zaměstnává okolo 5 000 osob, Marelli Automotive Lighting Jihlava (automobilové světlomety), Motorpal, a.s. (vstřikovací systémy), Tesla Jihlava (díly pro automobilový průmysl), Moravské kovárny (zápustkové výkovky) a Jihlavan (letecké přístroje). Mezi další strojírenské firmy se řadí AJAX PILNÍKY, a. s. na ulici Polenská, FALCON v.o.s. vyrábějící ventily, Global, spol. s r.o. (střešní a izolační systémy), SEPOS (dveře), sklárny Bohemia Jihlava a.s., Plastikov (plastová okna) a místní závod CZ LOKO (lokomotivy). Stavebnictví je zastoupeno podniky ACO Stavební prvky spol. s r.o., PRIMONT spol.s.r.o. na Pávově, POZEMNÍ STAVBY Jihlava, Rieder Beton a PSJ. Dřevařské výrobě se věnuje firma Kronospan.
Plavky a sportovní oblečení vyrábí podnik Modeta Style, pracovní oděvy pak firma Petex. Z potravinářství tu funguje mlékárna Moravia Lacto, Pivovar Jihlava produkující pivo Ježek a pekárna Lapek. Do roku 2011 tu sídlila společnost Tchibo, jejíž káva – Jihlavanka – nese název podle města. Vzhledem k poloze Jihlavy uprostřed České republiky a nedaleko dálnice D1 jsou zde hojně zastoupeny dopravní a logistické služby, mezi jejichž poskytovatele patří Jipocar, GLS, Toptrans, DPD, ICOM transport, Geis CZ, ČD Cargo, DHL Express Czech Republic, Weindel Logistik Service ČR a ESATRANS Jihlava s.r.o. Vývoj softwaru nabízí společnosti IT Stormware a Gordic. V červnu 2014 byl otevřen Vědeckotechnický park a Centrum transferu technologií Vysočina.
Nachází se zde množství supermarketů a obchodní domy Prior a City Park. Menší obchody se nacházejí v centru města, kde své pobočky má většina českých pojišťoven a bank. Právní služby poskytuje nespočet advokátních kanceláří a notáři. Nacházejí se zde řada restauračních zařízení např. Buena Vista, restaurace Hotelu Gustav Mahler, Pivovarská restaurace, Restaurace Milenium, Radniční restaurace a pivovar, Restaurace Tři Knížata, Restaurace U Jakuba či Peťanova pizza, dále pak menší hospody, vinárny, kavárny, bary a cukrárny. Rychlé občerstvení je zastoupeno menšími provozy a bufety a pobočkami řetězců KFC a McDonald's. Ubytování nabízejí hotely EA Business hotel Jihlava, Grandhotel Jihlava Garni, Hotel Gustav Mahler, Hotel Milenium a Villa Eden a řada penzionů.

## Doprava

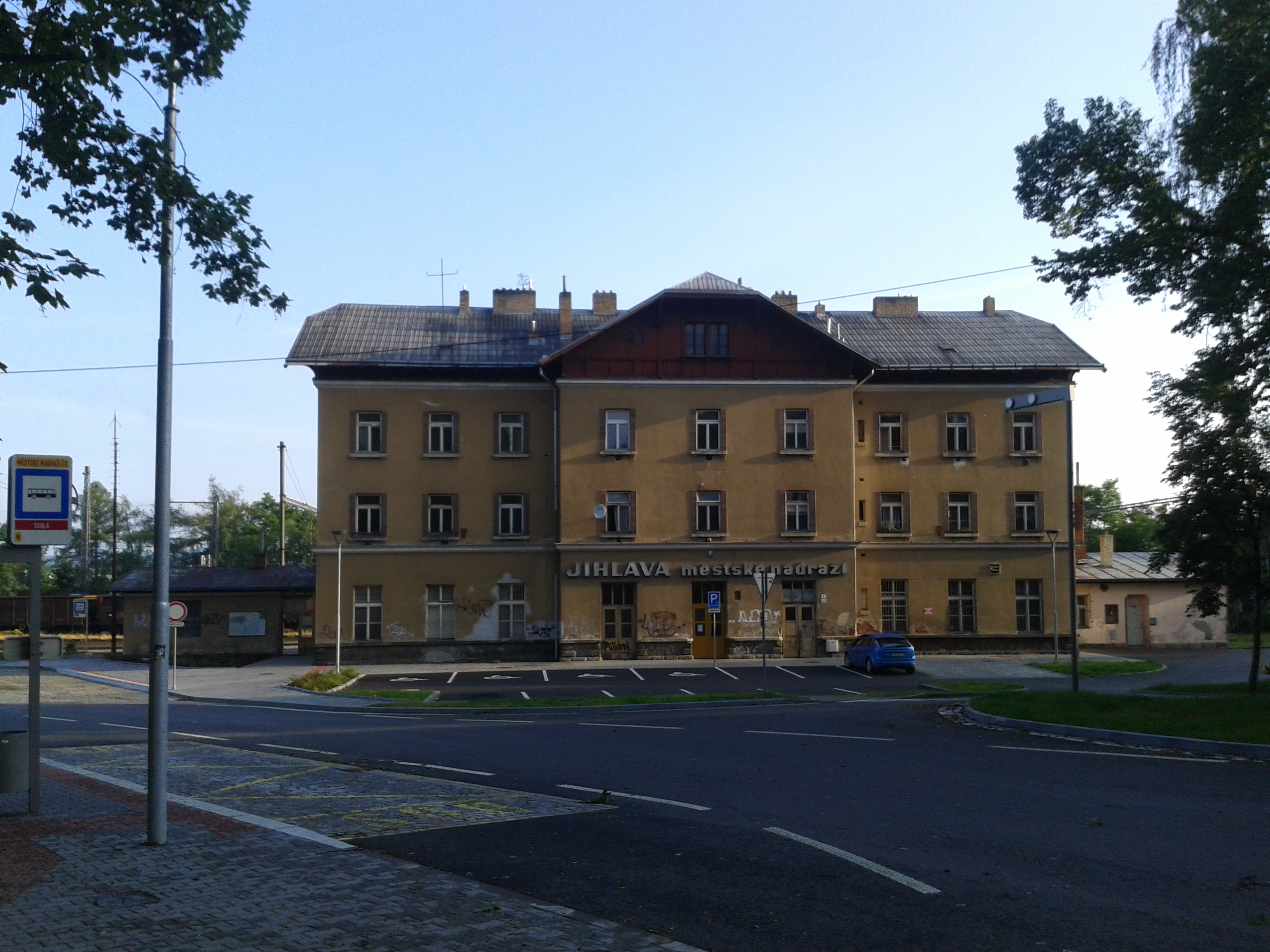
Městské vlakové nádraží Jihlava

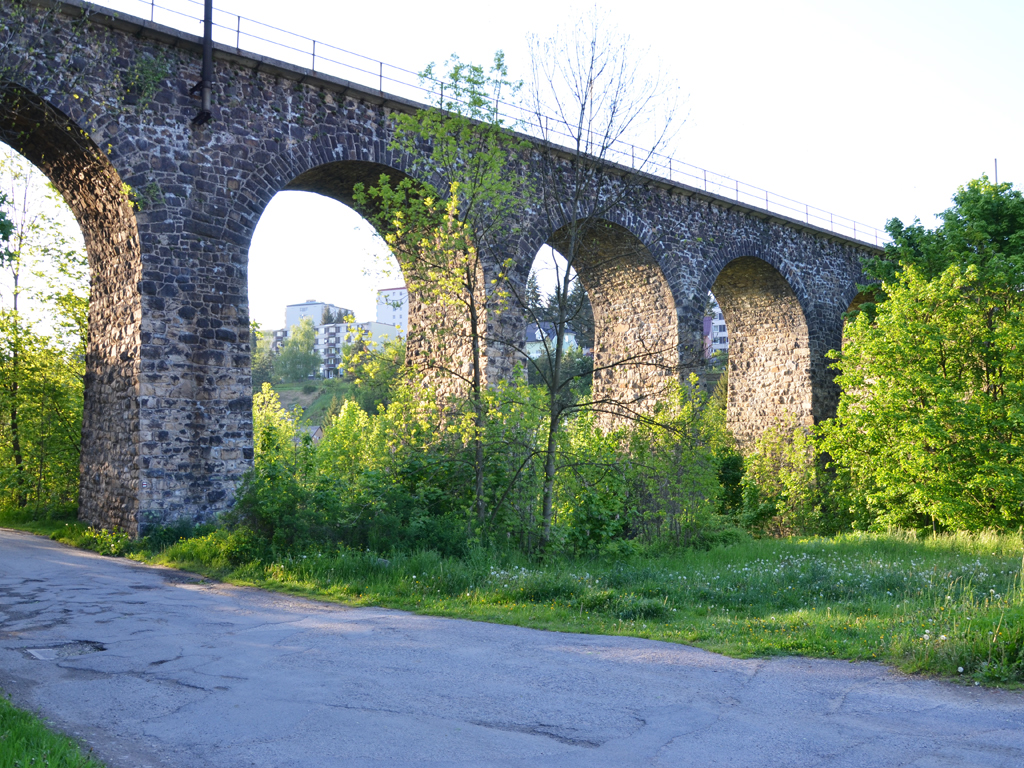
Železniční viadukt, Jihlava

Jihlava je celostátně až mezinárodně významným silničním uzlem, kříží se tu dálnice D1 (E50, E65) Praha – Brno a dálková silnice I/38 od Kolína, po níž je dále vedena evropská silnice E59 směr Znojmo a Vídeň. Význam jihlavského železničního uzlu je spíše jen regionální ačkoliv v budoucnosti by mohl mít mezinárodní význam vzhledem k výstavbě vysokorychlostní trati.

### Silnice
Katastrem probíhá asi 8 km severně od města dálnice D1 s exitem 112. Exit s městem spojuje čtyřpruhový přivaděč silnice I/38, která vede ze Štok. Kolem města byl postaven obchvat s Jihlavským tunelem, silnice I/38 a pokračuje směrem na Moravské Budějovice. Vzhledem k výhodnému silničnímu spojení má Jihlava množství autobusových spojů do blízkého okolí i do celé republiky. Silnice II. třídy na území města jsou:
- II/352 v úseku Pávov – Polná
- II/405 v úseku Jihlava – Brtnice
- II/406 ze silnice II/602 směrem na Třešť
- II/523 v úseku Rančířov – Jihlava – Větrný Jeníkov
- II/602 v úseku Velký Beranov – Jihlava – Vyskytná

Silnice III. třídy jsou:
- III/0024 ze silnice II/602 na Malý Beranov
- III/01945 Jihlava – Rantířov
- III/03824 Jihlava – I/38 – Hybrálec
- III/1311 Smrčná – Lesnov (I/38)
- III/13112 ze silnice II/523 na Plandry
- III/4062 Jihlava – Pístov (I/38) – Popice – Salavice

### Železnice
Železniční spojení Jihlava získala až v roce 1871 (Rakouská severozápadní dráha z Vídně přes Znojmo, Kolín a Nymburk do Děčína). Dnes Jihlava leží na železniční trati Brno – Jihlava, která se na hlavním nádraží napojuje na elektrifikovanou trať Havlíčkův Brod – Veselí nad Lužnicí, na níž leží také druhé nádraží Jihlava město  a zastávky Jihlava-Staré Hory  a Jihlava-Bosch Diesel.
V Jihlavě zastavují vnitrostátní rychlíky na trase Brno – České Budějovice – Plzeň a také každou sobotu a neděli obsluhují stanice Jihlava a Jihlava město jeden pár spojů z obou směrů na trase Praha – Jihlava.

### Letiště
Letiště Jihlava se nachází v místní části Henčov. Jedná se o veřejné vnitrostátní letiště s nezpevněným povrchem.

### Městská hromadná doprava
První tramvaje vyjely do jihlavských ulic v roce 1909. Jediná, 2,7 km dlouhá trať spojovala dnešní Masarykovo náměstí s nádražím. Provoz tramvají byl zastaven v roce 1948.
Právě moderní trolejbusy měly nahradit zastaralou tramvajovou dopravu. Jejich první trať vedla po trase té tramvajové. V 50. a v první polovině 60. let se trolejbusová síť úspěšně rozrůstala, poté ale přišla stagnace. Opětovný rozvoj je datován od poloviny 70. let. Trolejbusové linky jsou označeny písmeny (A, B, C, D, E, F, G a H), což v jiných městech v České republice není u povrchové dopravy obvyklé. Kromě trolejbusů provozuje Dopravní podnik města Jihlavy také dvanáct linek autobusové dopravy.

## Společnost

### Školství

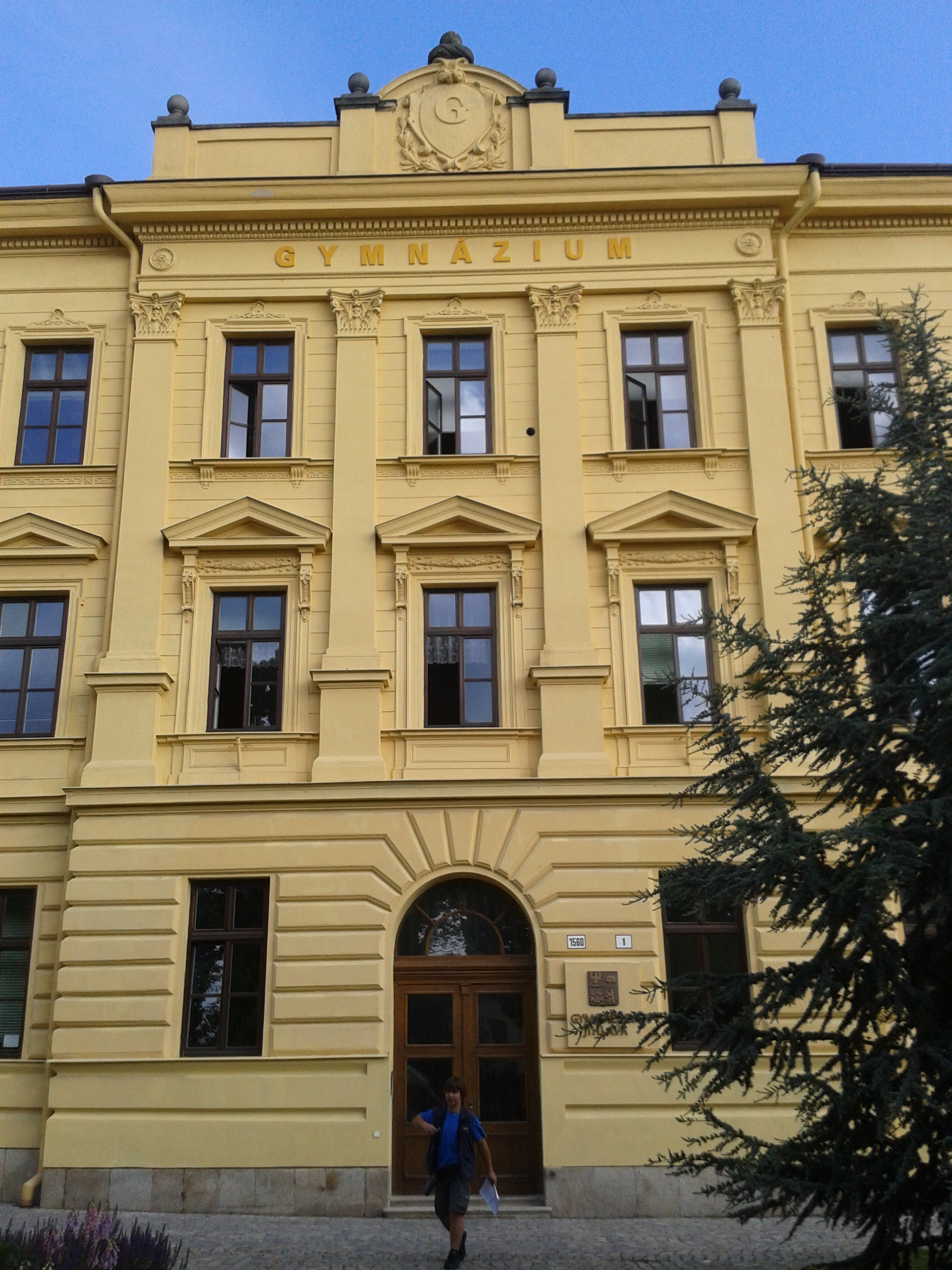
Gymnázium Jihlava

Město zřizuje jako své příspěvkové organizace jedny jesle s kapacitou 40 dětí a dvě mateřské školy. Mateřská škola Mozaika Jihlava má 18 odloučených pracovišť, kde v roce 2012 bylo 1600 míst, a Mateřská škola a Speciálně pedagogické centrum Jihlava na ulici Demlova s kapacitou pro 120 dětí s mentálním, zrakovým, tělesným, sluchovým a řečovým postižením. Nacházejí se tu rovněž tři soukromé mateřinky – Mateřská škola Kvítek, Mateřská škola TINY WORLD a Soukromé centrum pro děti Chaloupka. Od školního roku 2013/2014 je v provozu soukromá školka Meruzalka, jež se řídí zásadami Montessori.
Dále město zřizuje 10 základních škol (ZŠ Otokara Březiny, Základní škola T.G. Masaryka, na ulicích Demlova, E. Rošického, Havlíčkova, Kollárova, Křížová, Nad Plovárnou, Jungmannova a Seifertova) a jednu Základní školu speciální a Praktickou školu. Funguje tu rovněž základní umělecká škola. Křesťanská základní škola Jihlava se sídlem na náměstí Svobody tu vznikla v roce 1991, jejím zřizovatelem je biskupství brněnské.
V Jihlavě sídlí šest státních středních škol, Gymnázium Jihlava, Střední uměleckoprůmyslová škola v Heleníně, Střední odborná škola sociální u Matky Boží v Jihlavě, Střední škola stavební Jihlava. Ke školnímu roku 2014/2015 Kraj Vysočina sloučil šest středních škol do dvou vzdělávacích center. Tím prvním je Obchodní akademie, Střední zdravotnická škola, Střední odborná škola služeb a Jazyková škola s právem státní jazykové zkoušky Jihlava (OZŠ Jihlava) a druhé vzdělávací centrum se nazývá Střední škola průmyslová, technická a automobilní Jihlava. Dále zde funguje šest soukromých středních škol – Manažerská akademie, Soukromá střední umělecká škola grafická, Soukromé gymnázium AD FONTES, Škola ekonomiky a cestovního ruchu, TRIVIS – Střední škola veřejnoprávní Jihlava, FARMEKO – Vyšší odborná škola zdravotnická a Střední odborná škola.
Služby poskytují i čtyři vyšší odborné školy – Soukromá vyšší odborná škola sociální, Soukromá vyšší odborná škola grafická, Vyšší zdravotnická škola a Vyšší policejní škola Ministerstva vnitra v Jihlavě. Na ulici Tolstého stojí areál Vysoké školy polytechnické Jihlava (VŠPJ), která je jedinou veřejnou vysokou školou neuniverzitního typu v Kraji Vysočina.

### Kultura

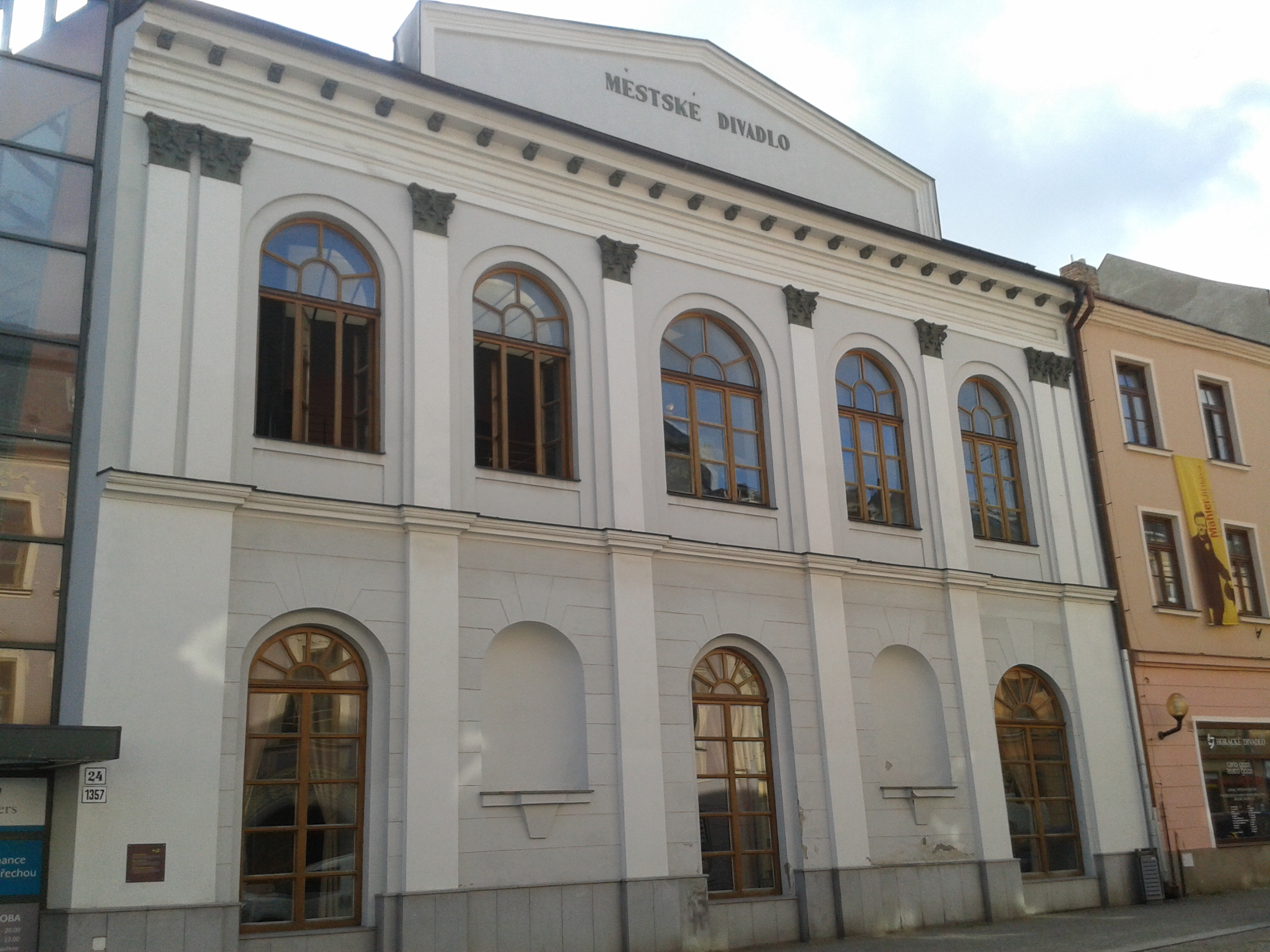
Horácké divadlo Jihlava

Horácké divadlo Jihlava s velkou a malou scénou, divadelním klubem, kavárnou a Jazz Clubem sídlí v Komenského ulici. Divadlo Na Kopečku sídlí v areálu psychiatrické nemocnice, hraje se zde amatérské divadlo, ale prostory slouží též k výstavám výtvarných děl či k pořádání besed a koncertů. DIOD – Divadlo otevřených dveří sídlí v prostorách bývalého kina Sokol, jeho provozovatelem je Tělocvičná jednota Sokol v Jihlavě. Projekt vznikl v roce 2011, na programu má široké spektrum uměleckých činností od divadla přes tanec po besedy a workshopy. Nezávislé divadelní sdružení De Facto Mimo funguje od roku 2000, zúčastnili se řady divadelních festivalů jak v Česku, tak v zahraničí. Divadlo T.E.J.P. vzniklo v roce 2001, zaměřuje se na pohybové divadlo, klauniádu, cirkusové výstupy a akrobacii. Nejen pro děti hrají BOBO divadlo, které bylo založeno v roce 1997, a Dětské karnevalové divadlo JEŽEK založené roku 2009.
V Jihlavě fungují dvě stálá kina – multikino Cinestar v obchodním centru City Park a kino Dukla s filmovým klubem. V parku Heulos stojí letní kino. Hudbě jsou zasvěceny menší tematicky zaměřené kluby (např. Mystic Club, Club Xanadu či SOUL Music Club Jihlava). Větší koncerty se odehrávají na zimním stadionu, v Domě kultury a Dělnickém domě. V roce 1985 vzniklo Pěvecké sdružení Campanula Jihlava. V Domě kultury Jihlava hostují svá představení různá česká divadla, avšak konají se zde i další společenské události jako jsou plesy. Pro pořádání plesů či kongresových setkání slouží též Dělnický dům Jihlava.

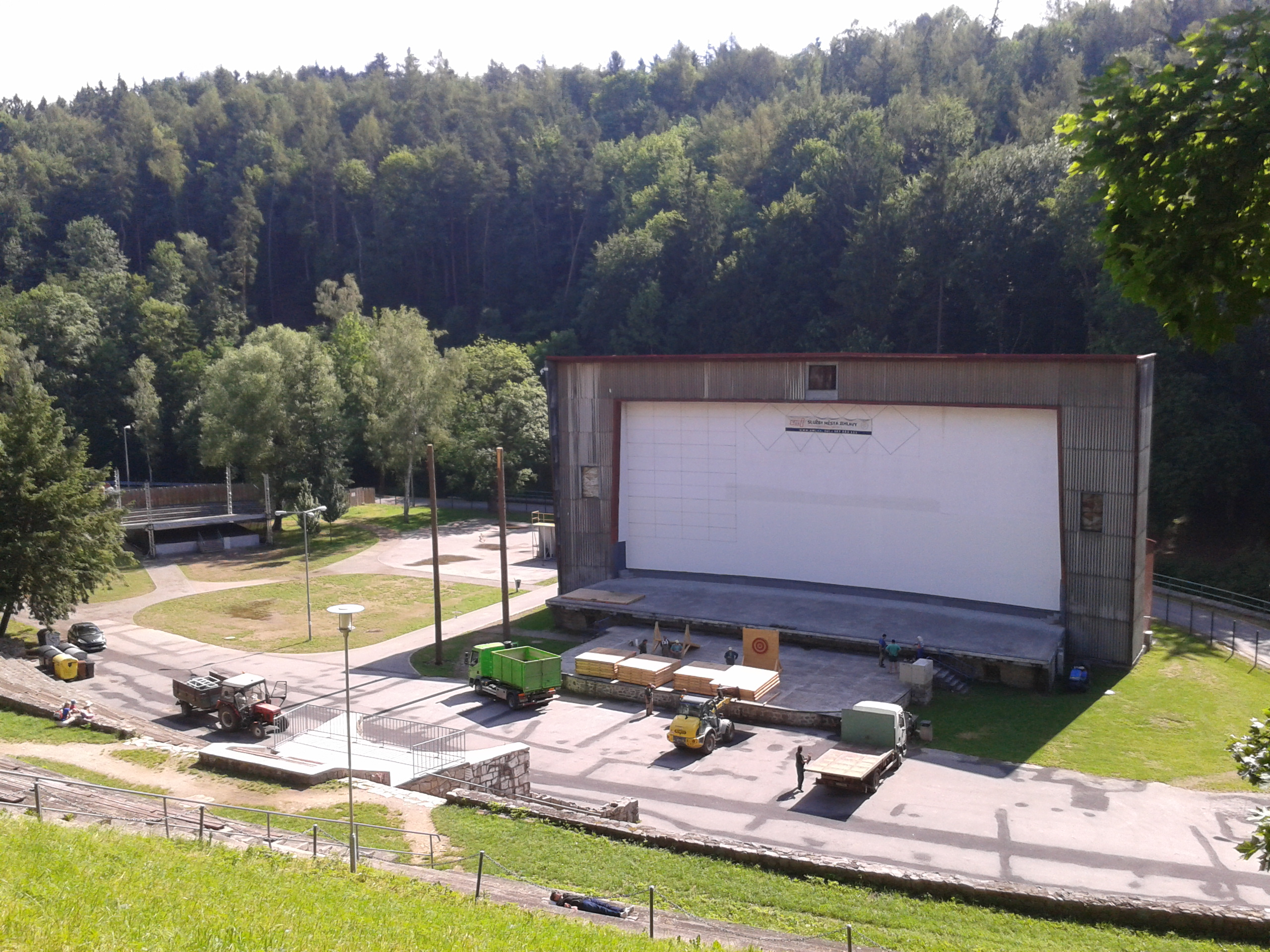
Letní kino v lesoparku Heulos

Muzeum Vysočiny Jihlava sídlí na Masarykově náměstí. Výstavy pořádají Oblastní galerie Vysočiny, Dům Gustava Mahlera na ulici Znojemská, Galerie Horácké divadlo Jihlava, Galerie Hotelu Gustav Mahler a Galerie Jána Šmoka v ateliérech soukromé Střední umělecké školy grafické. Městská knihovna Jihlava sídlí na ulici Hluboká, kam se přestěhovala v roce 2003. Zoologická zahrada Jihlava byla založena v roce 1957 a její areál stojí v údolí řeky Jihlávky.
Mezi místní tištěné sdělovací prostředky patří Jihlavské listy, Jihlavský deník a Noviny jihlavské radnice. Zdejší posluchači mohou naladit Český rozhlas Vysočina, Hitrádio Vysočina či Rádio Jihlava.
Mezi tradiční kulturní událostí patří Jihlavský havířský průvod, Mezinárodní festival dokumentárních filmů Ji.hlava, Festival Mahler Jihlava, Festival sborového umění, Horácký letecký den na henčovském letišti a jihlavská pouť.

### Sport

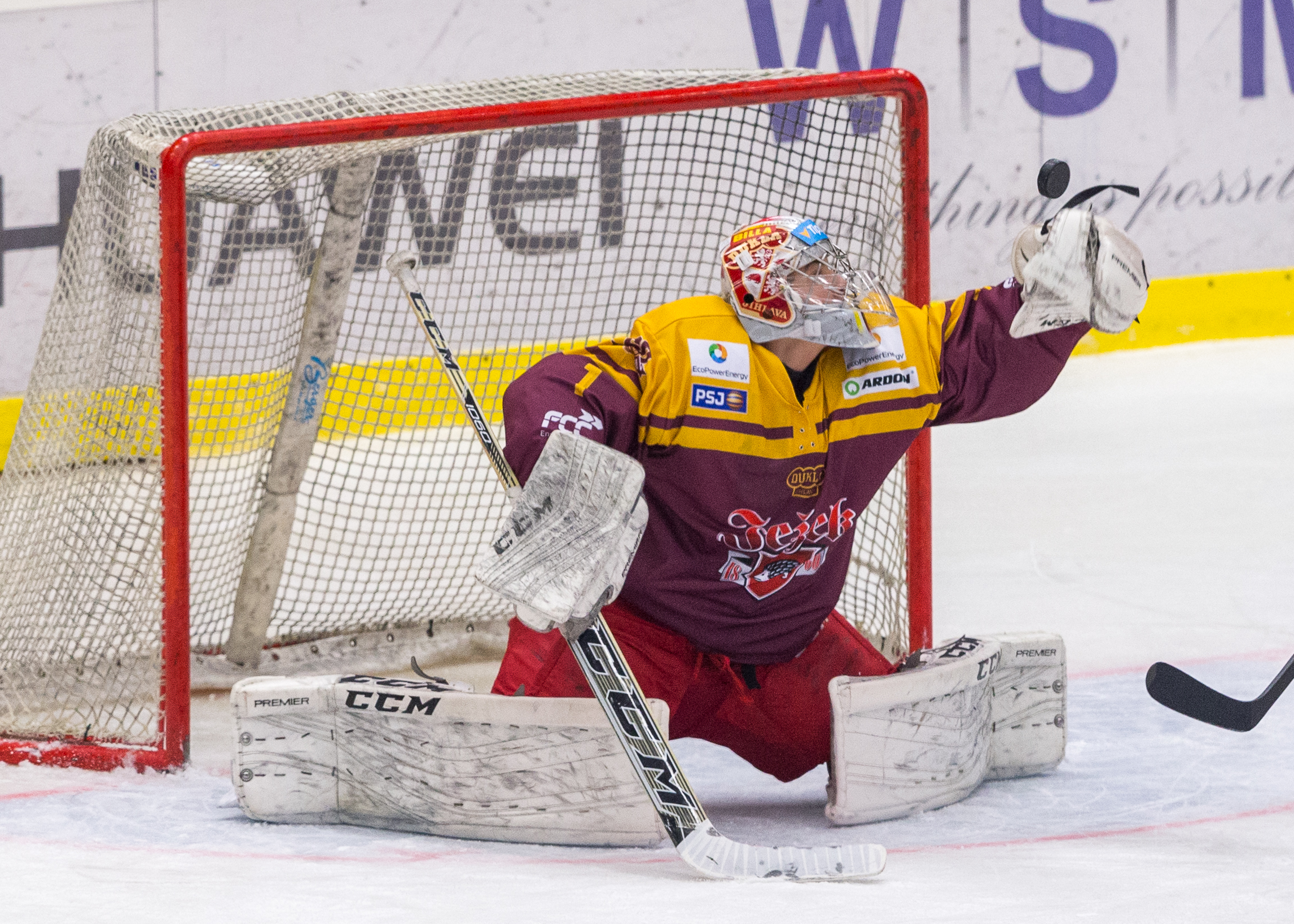
Jakub Škarek v ligovém utkání

Hokejový klub HC Dukla Jihlava je historicky druhým  nejúspěšnějším hokejovým klubem české historie. Má na svém kontě dvanáct mistrovských titulů, ten poslední ze sezóny 1990/91. Původně vojenský klub v Jihlavě sídlí od roku 1957. V nejvyšší soutěži, nejprve československé, později české, působil nepřetržitě v letech 1957–1999. Poté prvně sestoupil a od té doby se mu podařilo prodrat zpět mezi elitu jen ve dvou sezónách (2004/05, 2017/18). V současnosti hraje v druhé nejvyšší soutěži. Dříve v Jihlavě působil také hokejový oddíl pod hlavičkou SK Jihlava, v roce 2000 zfúzoval s Duklou. Svá domácí utkání hraje z důvodu výstavby nové Horácké arény, na místě kde stával Horácký zimní stadion, v Pelhřimově. Jihlavský dres oblékala řada legendárních hokejistů: Jaroslav Holík, Jiří Holík, Josef Augusta, Josef Horešovský, Jiří Bubla, Jiří Králík, Jaroslav Benák, Oldřich Válek, Bedřich Ščerban, Viktor Ujčík, Petr Kaňkovský, Libor Dolana. Vojenskou službu si v Jihlavě za socialismu odbyla řada dalších vynikající hráčů. 

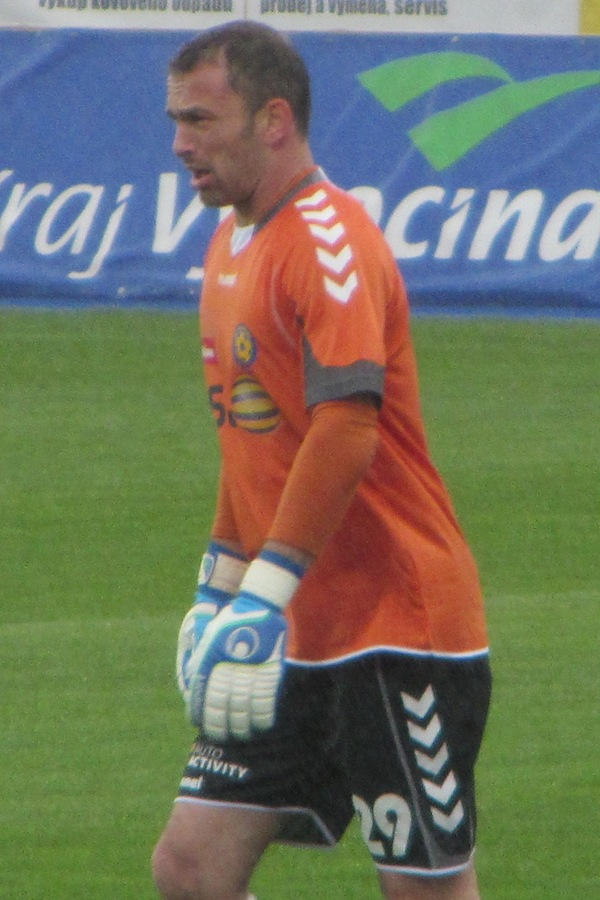
Jaromír Blažek v dresu Vysočiny, kde strávil tři sezóny

Ve 2. nejvyšší soutěži dnes nastupuje také tým FC Vysočina Jihlava, který své soupeře hostí na fotbalovém stadiónu v Jiráskově ulici, jenž má kapacitu 4500 diváků. V roce 1995 došlo k velké fúzi s SK Jihlavou, dalším z tradičních jihlavských fotbalových klubů. Do nejvyšší české soutěže se Jihlava podívala prvně v sezóně 2005/06. Vrcholnou éru zažila v letech 2012-2018, kdy působila v nejvyšší lize nepřetržitě šest ročníků. Nejlepším výsledkem bylo osmé místo v sezóně 2013/14. Její dres oblékly i hvězdy jako David Lafata, Pavel Mareš, Matěj Vydra, Theodor Gebre Selassie nebo Jaromír Blažek.
Tým SK Toptrans Jihlava hraje nejvyšší hokejbalovou soutěž. Ve florbalových soutěžích působí oddíly SK Jihlava a FBŠ Jihlava. SK Jihlava hraje druhou nejvyšší soutěž žen. Oba týmy hrály v nejvyšší soutěži žen a SK Jihlava i v nejvyšší soutěži mužů. Dále tu působí Baseballový klub Ježci Jihlava a Basketbalový klub Jihlava.  Sportovní klub Jihlava se věnuje následujícím sportům: box, hokejbal, judo, kanoistika, karate, lyžování, malá kopaná, moderní gymnastika, národní házená, paintball, sportovní tance, stolní tenis, volejbal a zápas.
Plavání se věnuje Jihlavský plavecký klub AXIS, atletice sdružení Atletika Jihlava. Dále tu působí Tenisový klub ČLTK Jihlava, RnR club Elvis Jihlava TJ Sokol Bedřichov, Horácký soubor písní a tanců Vysočan, Kuželkářský klub PSJ Jihlava a Aeroklub Jihlava, který se věnuje bezmotorovému a motorovému létání, parašutismu a modelářství. Pro hendikepované tu jsou TJ Neslyšící Jihlava a SK Vodomílek. Dále zde sídlí jednota Orla, Sokola a několik oddílů Klubu českých turistů.
Pro rekreační sporty je zde řada zařízení. Ke koupání slouží Aquapark Vodní ráj a Krytý plavecký bazén a sauna E. Rošického. K zimním sportovním radovánkám jsou určeny sjezdovky Čeřínek a Šacberk.

## Pamětihodnosti

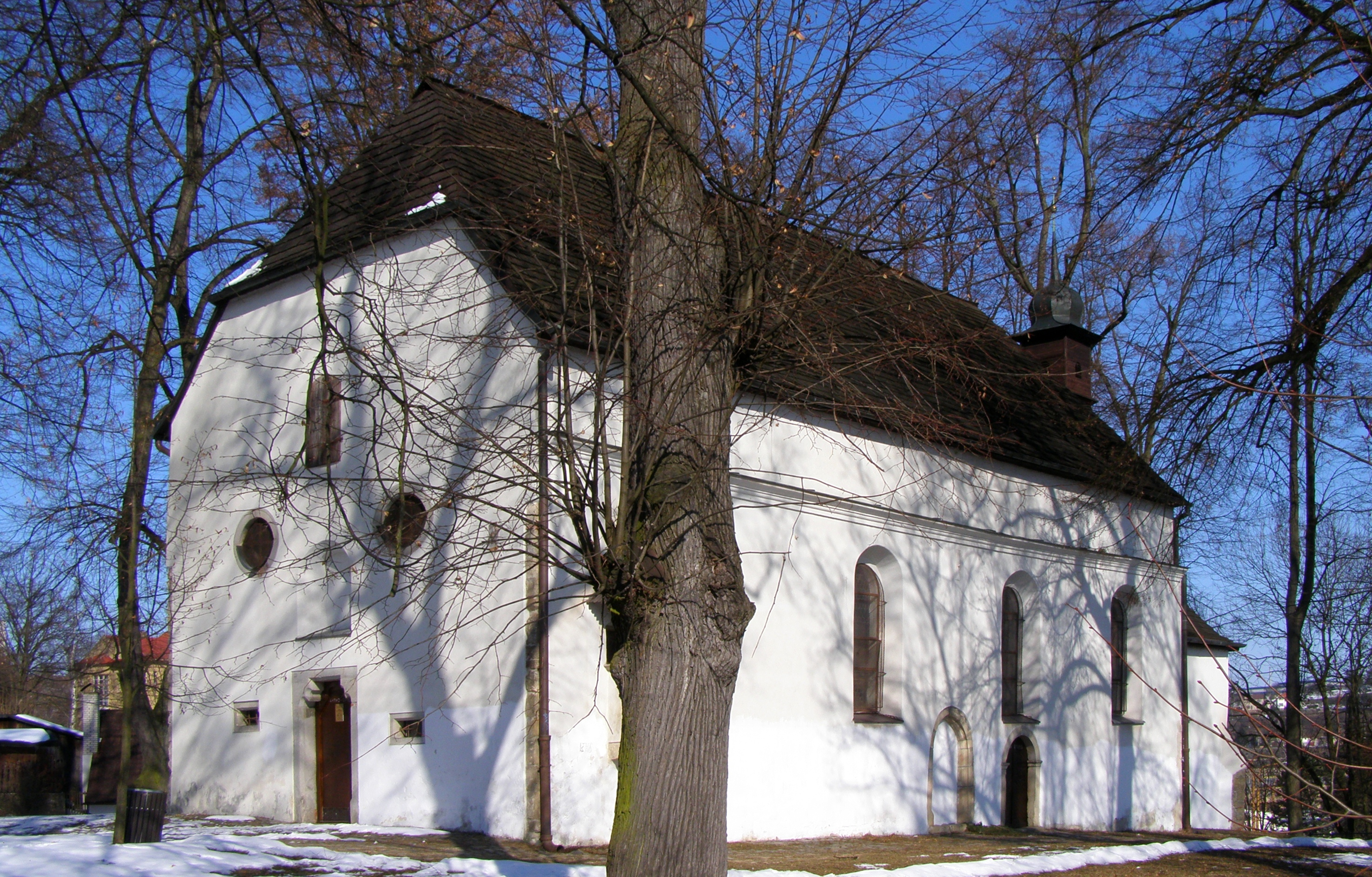
Kostel svatého Jana Křtitele

### Kostelík svatého Jana Křtitele
Malý jednolodní kostelík na Jánském vršku severovýchodně od centra, který je zasvěcen svatému Janu Křtiteli, je nejstarší dochovanou kamennou stavbou na Českomoravské vrchovině. Jeho stavba byla dokončena krátce před rokem 1200. Pod dnešním pozdně gotickým kněžištěm byly nalezeny základy původního románského presbytáře. Románské jsou z větší části i obvodové zdi.

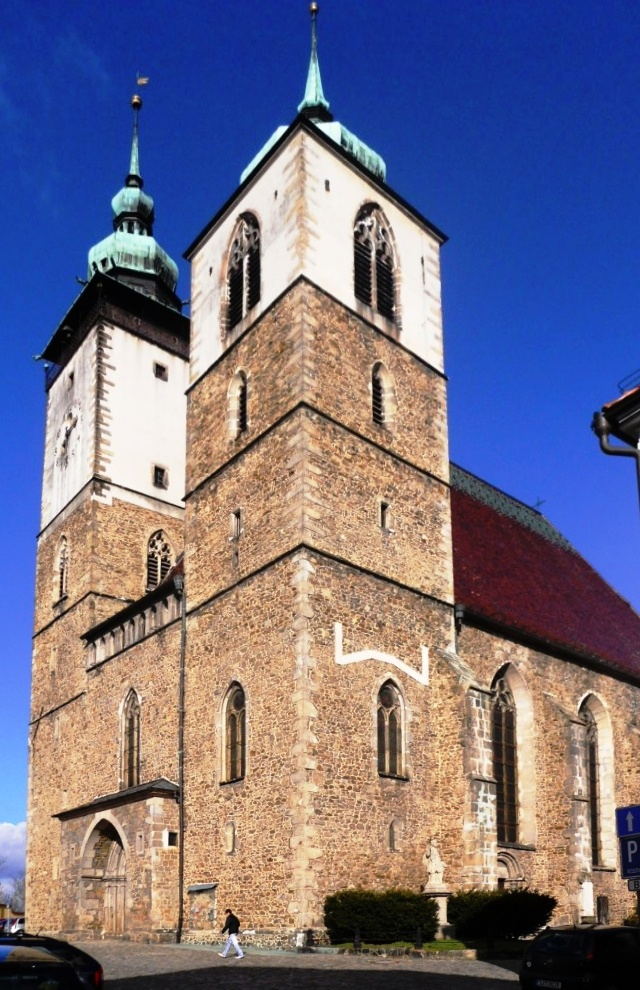
Kostel svatého Jakuba od jihozápadu

### Kostel svatého Jakuba Většího

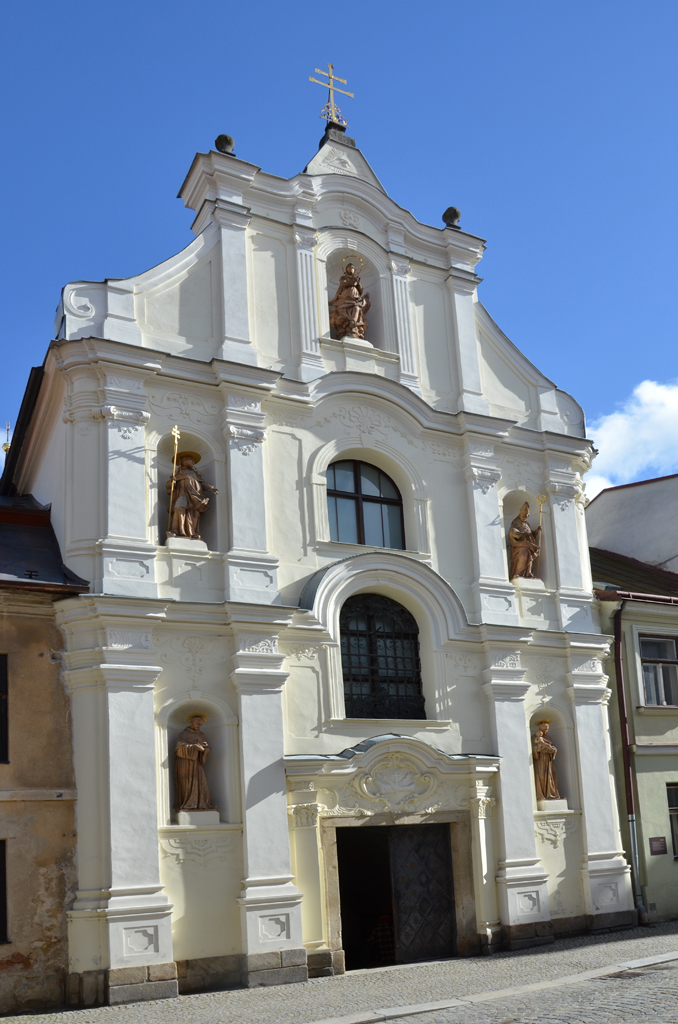
Kostel Nanebevzetí Panny Marie

Hlavní kostel města, založený patrně roku 1243, je mohutná gotická trojlodní stavba se dvěma věžemi. Po požáru byl roku 1257 znovu vysvěcen, ale na stavbě se dále pracovalo. Koncem 14. století vznikla hudební kruchta, v 15. století byla postavena jižní – zvonová věž. Ta musela být kvůli statickým poruchám v roce 1548 snížena na současnou výšku. Po roce 1500 byly snad přistavěny severní kaple. Roku 1702 byla k severní stěně přistavěna barokní osmiboká kaple P. Marie bolestné a upraveno západní průčelí. V letech 1898–1906 byl kostel novogoticky upraven a zvenčí dostal místo omítky vyspárované zdivo. Z vnitřního zařízení je zvláště cenná raně gotická pieta, pozlacená křtitelnice z roku 1599, dřevěná socha Madony s dítětem (kolem 1370), kamenná socha svaté Kateřiny (kolem 1400) a varhany z roku 1740. Na jižní věži je veliký zvon (asi 7 400 kilogramů), ulitý na místě pražským zvonařem Brikcím z Cimperka roku 1564.

### Kostel Nanebevzetí Panny Marie
Minoritský klášter s kostelem v ulici Matky Boží blízko brány byl patrně založen v polovině 13. století, kostel ještě před 1240. Gotické trojlodí s velmi dlouhým presbytářem a křížovými klenbami, k němuž byl roku 1508 ještě přistavěn polygonální závěr. Na stěnách se zachovaly zbytky fresek z 13. až 15. století, v kostele je řada gotických kamenných soch a barokní dřevěné zařízení. Z přilehlé budovy kláštera se zachovala tři křídla, v barokní době přestavěná.

### Radnice
Radnice na dnešním Masarykově náměstí vznikla spojením několika měšťanských domů s podloubím z 13. století, z nichž se zachovaly gotické oblouky do náměstí. V 16. století byla rozšířena jižním směrem a velký sál v 1. poschodí byl roku 1561 zaklenut na střední sloup křížovou klenbou s cihlovými žebry. Roku 1734 byla dále rozšířena, 1786 zvýšena o další patro a opatřena jednotnou fasádou. Za ní je však do značné míry zachována středověká dispozice a různé kamenné detaily.

### Domy
V Jihlavě se nachází neobvyklé množství dobře zachovaných a cenných měšťanských domů z 13. až 16. století, často s novější fasádou, ale dochovaným historickým vnitřkem – zejména se charakteristickou schodišťovou síní nebo mázhauzem v přízemí. Mezi ně patří téměř všechny domy na náměstí, další jsou v ulicích Brněnská, Havířská, Komenského, Matky Boží a dalších.
V minulosti stával uprostřed Masarykova náměstí soubor historických středověkých domů zvaný Krecl neboli Špalíček, který byl na přelomu sedmdesátých a osmdesátých let 20. století zničen při výstavbě obchodního domu Prior. Ten je výraznou a často kritizovanou stavbou, nezapadající do okolní zástavby, která byla vybudována ve stylu brutalismu.[zdroj?] Památkově chráněné jsou vila Richarda Inderky nebo Družstevní obilní skladiště.

### Mariánský sloup a kašny
Barokní mariánský sloup byl umístěn na náměstí v letech 1686–1691 jako výraz vděku, že se městu vyhnula krutá morová epidemie (1679, 1680). Původní pískovcová socha Neposkvrněné Panny Marie je nyní umístěna v síni radnice, na sloupu je její kopie. Obklopují ji sochy svatého Františka Xaverského, svatého Josefa, svatého Šebestiána a svatého Jakuba. Autorem architektonického řešení je italský stavitel jihlavského kostela svatého Ignáce z Loyoly Jacopo (Giacomo) Brascha a jeho bratr (patrně kameník) Agostino, sochy jsou dílem italského barokního sochaře Antonia Laghi. Ve středověku stálo na tomto místě popraviště a pranýř.
Na náměstí se také nachází dvě kašny z roku 1797, Neptunova a Amfitrité. Autorem pískovcových soch je Jan Václav Prchal.

### Kostel svatého Ignáce s kolejí

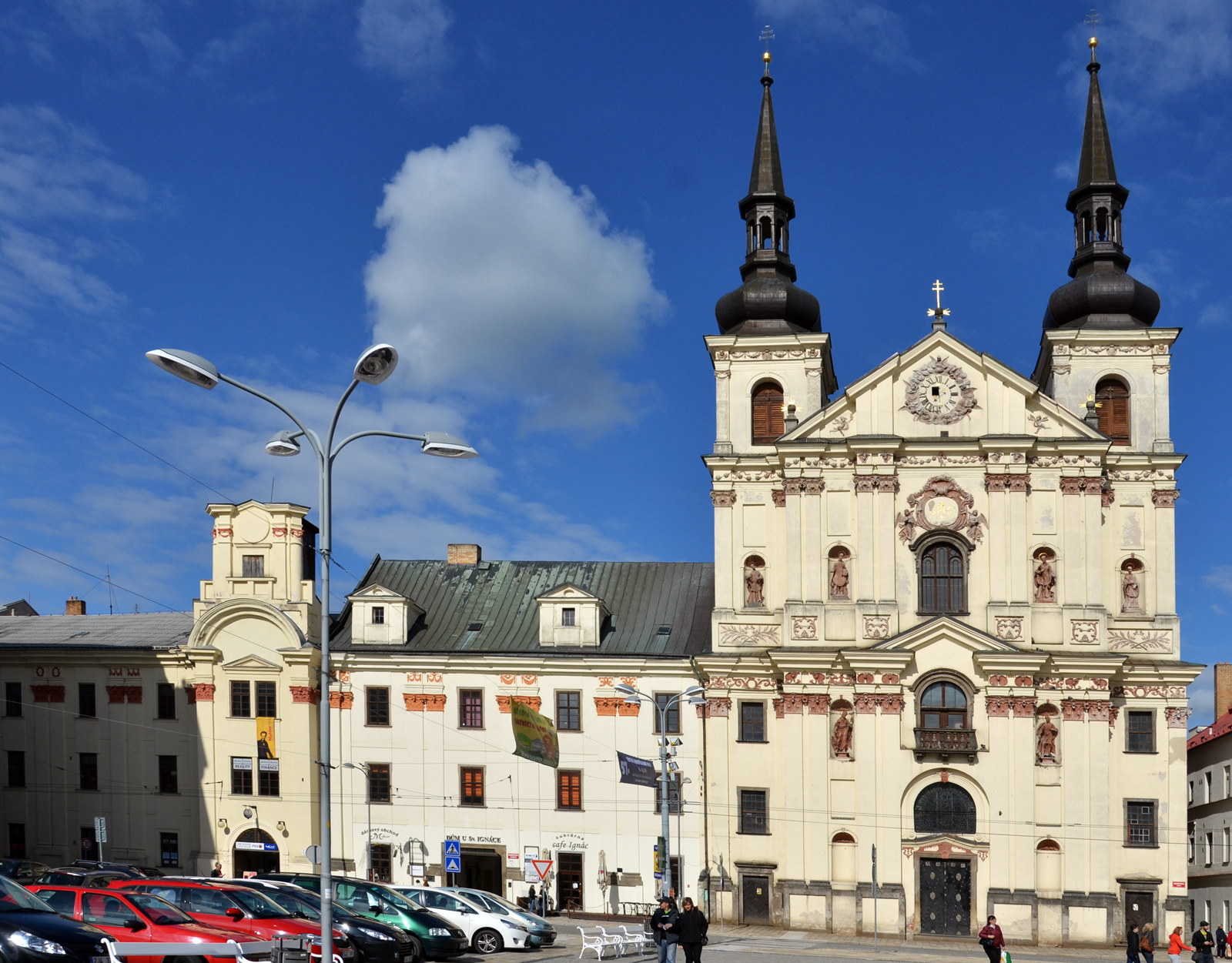
Kostel svatého Ignáce a jezuitská kolej

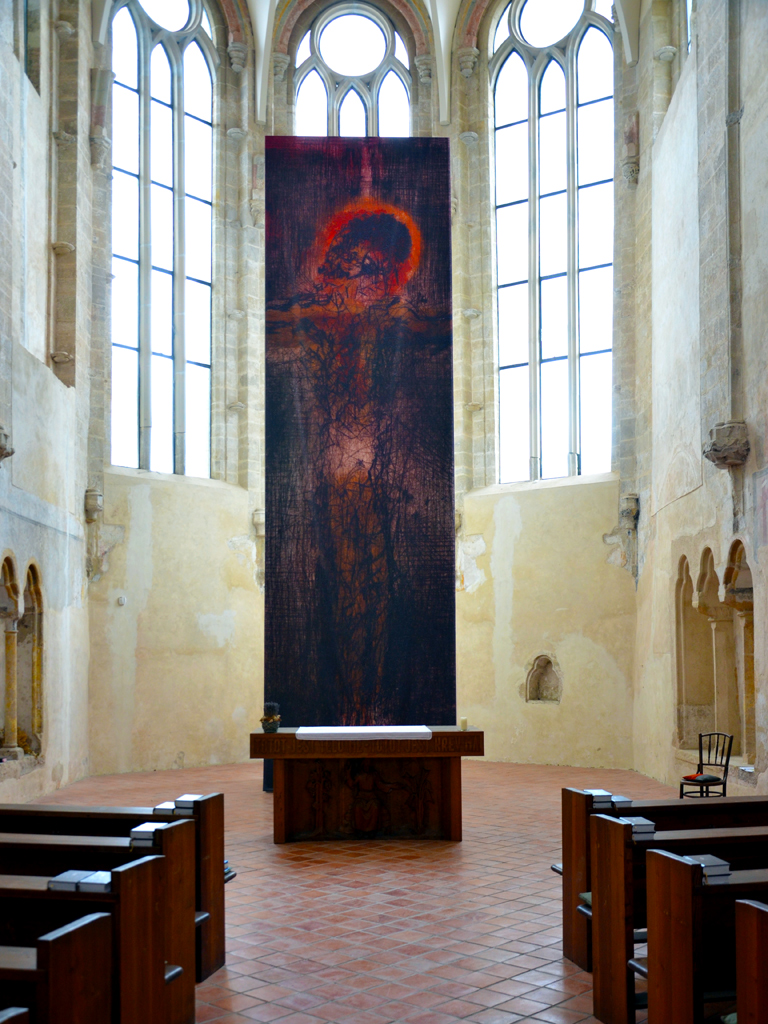
Kostel svatého Kříže v Jihlavě, oltářní obraz (Bohuslav Reynek)

Jezuitská kolej s kostelem svatého Ignáce na Masarykově náměstí vedle radnice byla založena roku 1625 a vybudována pod vedením italského architekta Giacomo Braschy v letech 1680–1727. Kostel je podélná stavba se dvěma věžemi, uvnitř trojlodní s plochými bočními kaplemi a oratořemi po obou stranách po vzoru římského chrámu Il Gesù v typickém jezuitském slohu. Na oltáři v západní kapli byl až do roku 1994 Přemyslovský krucifix z let kolem 1330, v kapli P. Marie je gotická Pieta (kolem 1400) a na kruchtě jsou cenné varhany z roku 1732.

### Kostel svatého Kříže
Původně dominikánský kostel s konventem v Křížové ulici (blízko Masarykova náměstí) byl založen roku 1247 a dokončen kolem roku 1385. Od roku 1781 byla ve zrušeném klášteře vojenská správa, nepoužívaný kostel byl v letech 1947–1948 opraven a předán CČSH (ta jej má na 99 let v pronájmu). Kostel v dražbě v roce 2005 koupilo město Jihlava. Klášter byl několikrát přestavěn a zachovává už jen původní půdorys s ambity. Kostel je gotické halové trojlodí s dlouhým presbytářem s barokní klenbou ze 17. století. V lodi jsou dobře zachované gotické klenby a v západním průčelí je bohatý gotický portál. Při kostele byla roku 1723 založena Loretánská kaple, zrušená roku 1784.

### Kaple svatého Ducha

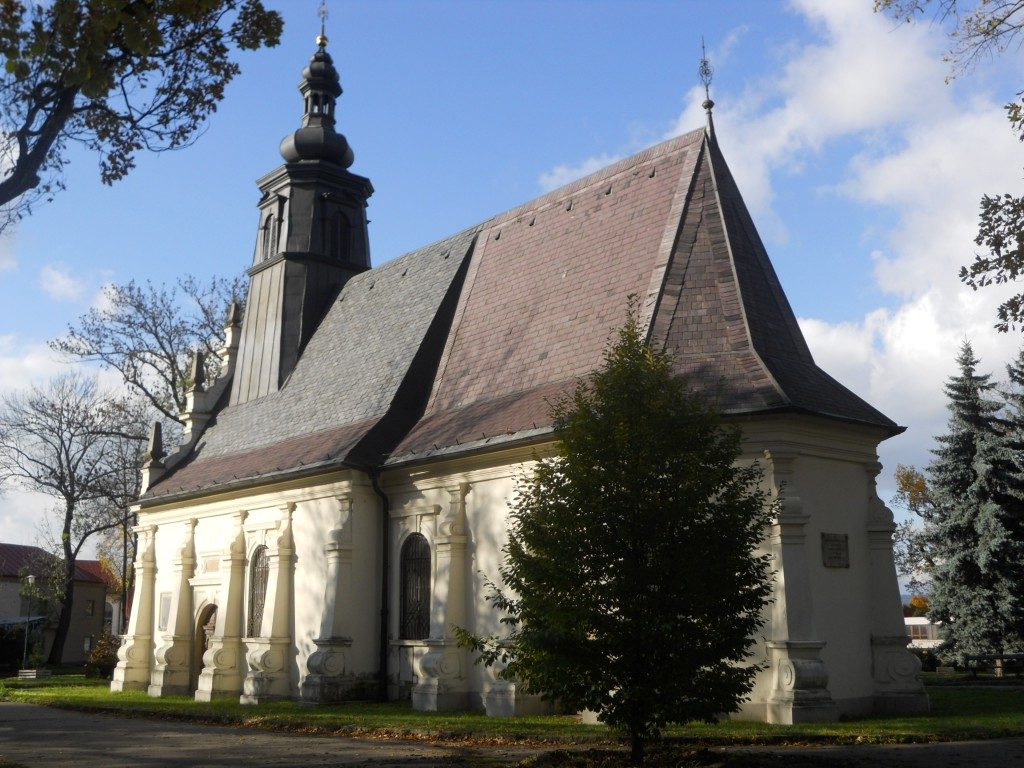
Kaple svatého Ducha

Původně hřbitovní kaple v parku B. Smetany na severozápadním okraji historického města byla postavena roku 1661 (podle údaje na místě 1572) v manýristickém slohu a romanticky přestavěna roku 1892.

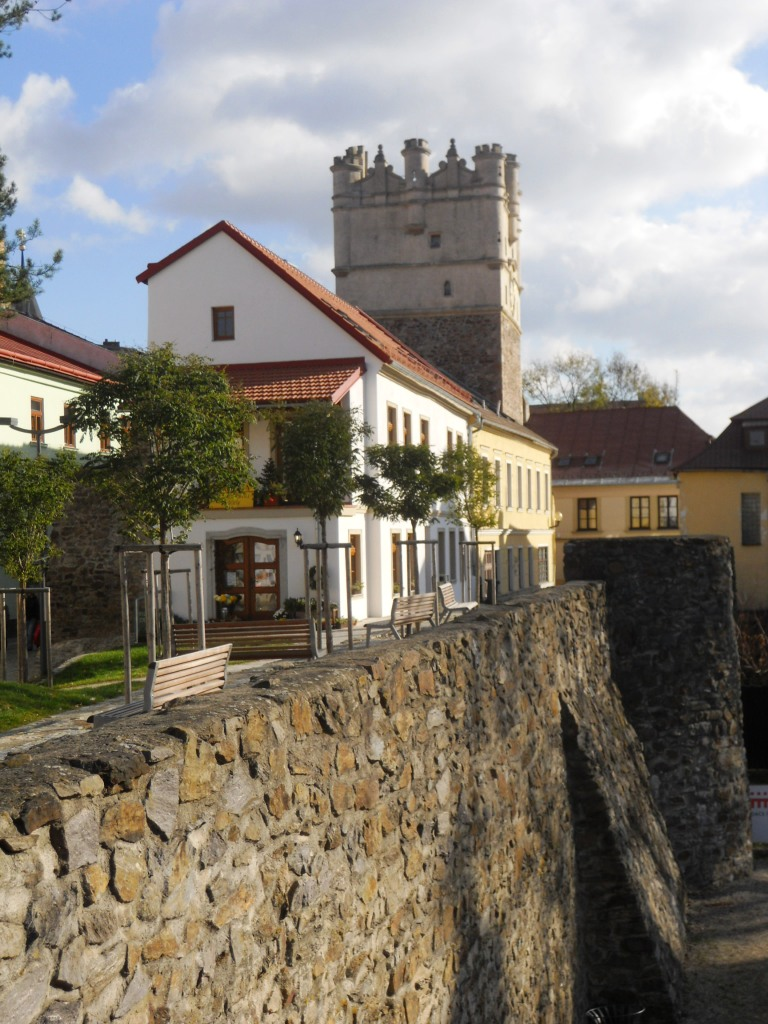
U Brány Matky Boží se zachovala část hradby i s příkopem a vnějším valem

### Opevnění
Palisádové hradby byly budovány kolem vznikajícího města krátce po jeho založení před polovinou 13. století, ve 14. století nahrazeny kamennými, které se z velké části zachovaly. Vedle hlavní hospodářské funkce mělo město i vojenský význam z důvodu strategické polohy na samotné západní hranici Moravy. Několikakilometrové opevnění tvořila vnitřní hradební zeď vysoká 6 metrů, parkán s parkánovou zdí a příkop hluboký až 7 metrů. Hradební zeď zpevňovaly věže, v parkánovém pásu bašty. Hradby byly přerušeny pěti branami, které disponovaly mnoha bezpečnostními prvky. Severně od brány Matky Boží se zachoval kus hradby s příkopem a valem.
Postupem doby byla pevnostní soustava neustále zdokonalována. V 15. století byla vybudována řada předsunutých stanovišť a opevnění, za švédské okupace 1645–1647 byly před ní vybudovány mohutné bastiony. V roce 1755 byla jihlavská pevnost zrušena – díky vývoji techniky byla již tato koncepce opevnění překonána. V první polovině 19. století byly bourány brány, protože bránily narůstající dopravě. Z pěti bran zůstala zachována jen jediná – brána Matky Boží. Dnes zachovaný pás hradeb je rekonstruován podle barokní podoby ze 17. století včetně parkové úpravy parkánu.
V Březinových sadech stojí velitelský bunkr ze studené války K 9.

### Brána Matky Boží

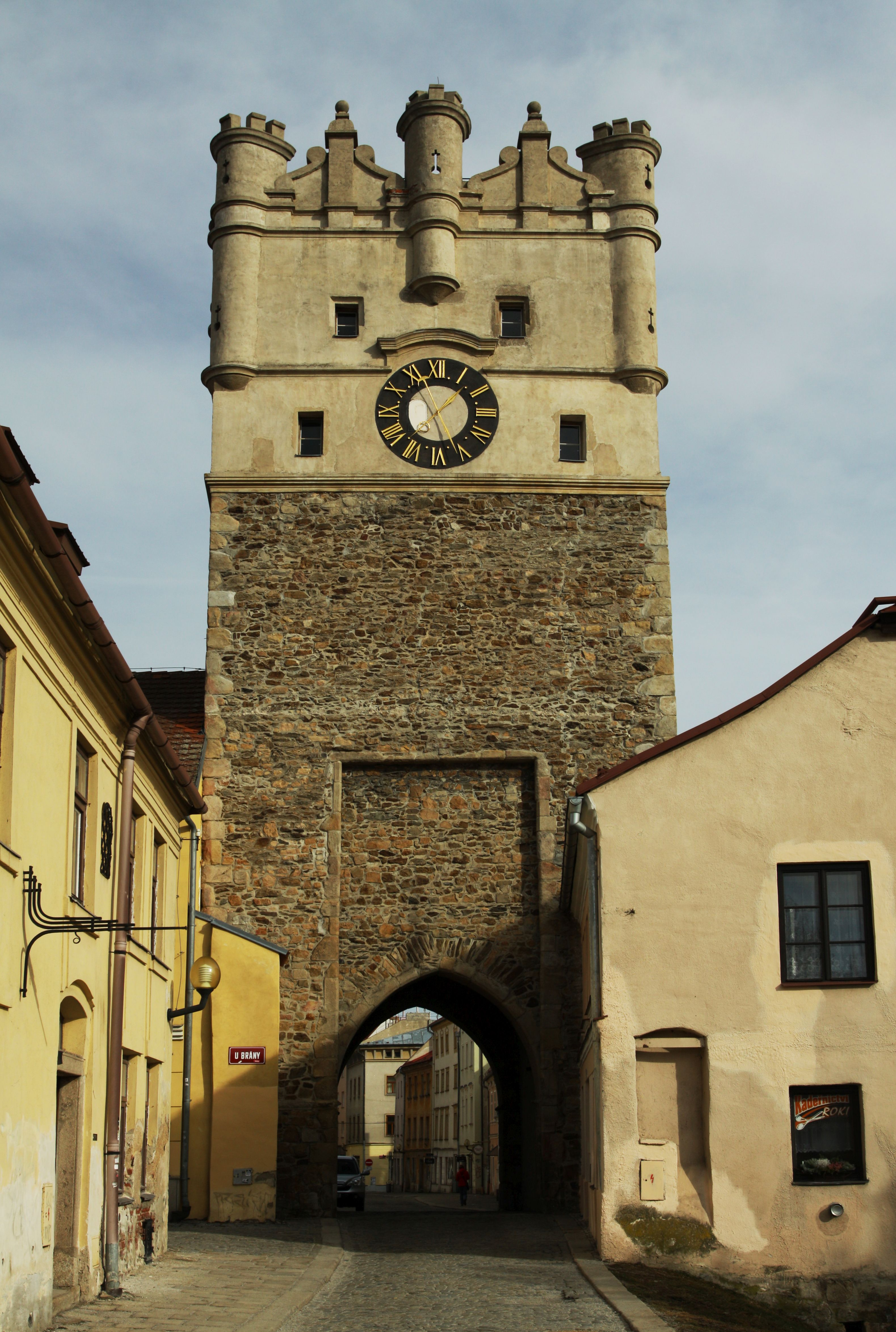
Brána Matky Boží

Je typickým symbolem města a jedinou branou, která se zachovala z pěti středověkých městských bran. Vznik se datuje spolu s výstavbou opevnění – na počátku druhé poloviny 13. století. V šestnáctém století prošla brána gotickými i renesančními úpravami, až se vyvinula do dnešní podoby. Specifická podoba je dána rozsáhlou atikou na vrcholu věže. V roce 1853 byla brána renovována a opatřena hodinami. Složité předbraní s obrannými systémy bylo v roce 1862 zbouráno.
V lednu 1995 musela být brána staticky zajištěna z důvodu poklesu základů. Její koruna však byla značně porušená, takže v roce 1996 došlo k její kompletní rekonstrukci. V současnosti je brána zpřístupněna veřejnosti jako vyhlídková věž a malé muzeum jihlavského podzemí a dolování. Na bráně rovněž sídlí Jihlavská astronomická společnost a každé pondělí po setmění zde probíhají veřejná pozorování oblohy.

### Katakomby
Jihlavské podzemí tvoří další významnou památku města. Jeho celková rozloha je 50 000 m² a délka přibližně 25 kilometrů, což jej činí druhým největším podzemním labyrintem v České republice hned po Znojmu. Chodby jsou raženy ve skále pod celým městem ve dvou až třech podlažích pod sebou v hloubce od 2 do 14 metrů. Praktická stavba začala ve 14. století, kdy měšťané začali ve velkém rozšiřovat svoje sklepy. Ražbu prováděli místní zkušení havíři. Hlubší prostory se hloubily v pozdějších dobách (16.–17. století). Za druhé světové války sloužila část chodeb jako protiletecký kryt. Dnes je většina tunelů odborně zpevněna a veřejnosti je přístupno několik set metrů podzemních chodeb.
Známá je tzv. svítící chodba, krátký úsek katakomb, jehož stěny ve tmě svítí slabě nazelenalým světlem. Příčiny tohoto jevu dosud nebyly uspokojivě objasněny. V současnosti je svítící chodba populární turistická atrakce, někteří lidé však věří, že se v jejím okolí odehrávají paranormální jevy. V roce 2008 oznámili správci podzemí existenci druhé svítící chodby pod ulicí Čajkovského.

### Hraniční kameny, památníky a pamětní desky

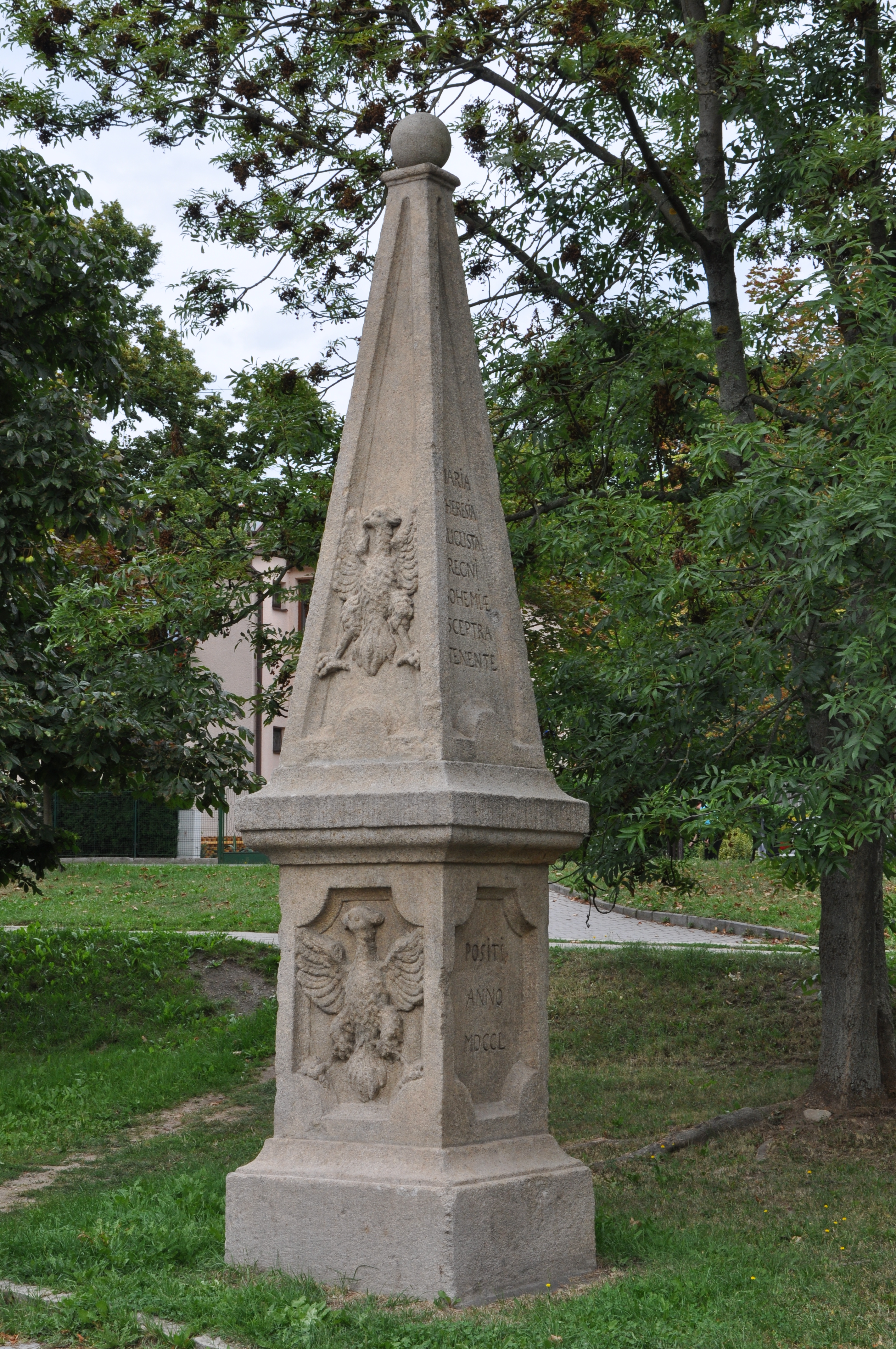
Hraničník v ulici Sokolovská

Hraniční kameny pocházejí z poloviny 18. století, kdy byly vystavěny na příkaz Marie Terezie, aby opticky oddělovaly a znázorňovaly hranice mezi Čechami a Moravou. Nazývají se také hraničníky. Nacházejí se v Jihlavě a v těsném okolí, nevedou k nim žádné turistické značky. Jsou to čtyři zachovalé čtyřboké jehlany, mají stejnou výzdobu i tvar, vybíhají z hranolových soklů, na protilehlých stranách mají dva výrazné reliéfy heraldických znaků Čech (český lev) a Moravy (moravská orlice). V roce 1750 je nařídila vystavět Marie Terezie, čímž rozřešila spory o přesné vymezení česko-moravské hranice severně od řeky Jihlavy. Na jehlanech jsou vyryté nápisy LIMITES BOHEMIAM INTER ET MORAVIAM – MARIA THERESIA AUGUSTA REGNI BOHEMIA SCEPTRA TENENTE – POSITI ANNO MDCCL. Ovšem samotné památníky dokončil až v roce 1752 polenský sochař Václav Viktor Morávek.
První z hraničníků se vypíná těsně za severním okrajem města vpravo při silnici do Heroltic. Druhý se nachází v Sokolovské ulici u zastávky Jihlavské dřevařské závody. Třetí kámen stojí u nákupního centra na nároží ulic Sokolovská a Jiřího z Poděbrad (nedaleká komunikace se nazývá U Hraničníku). Poslední je umístěn na rozhraní ulic Polenské a U Skály. Pouze hraniční kámen u silnice do Heroltic stojí na poslední zemské hranici; ostatní jsou umístěné v různé vzdálenosti od ní. Tyto odchylky od zemské hranice jsou patrné i ze zakreslení těchto kamenů na mapách císařských otisků stabilního katastru, které pocházejí z roku 1835.
Památník královské přísahy vznikl v roce 1565, nechali jej vybudovat představitelé města jako připomínku slavnostní přísahy Ferdinanda I. Habsburského, která se konala na někdejší Císařské louce u Dlouhého mostu na česko-moravské hranici dne 30. ledna 1527 a kde jako nový český král přísahal zachovat svobody a výsady Českého království a jeho stavů. V současnosti se tyčí nedaleko Pražského mostu na levém břehu řeky Jihlavy. Návrší i ulice nad řekou pojmenovali Královský vršek.
Dále se na území města nachází:
- Památník 11 popraveným obětem komunistické justice v 50. letech v parku na ulici Tolstého[99]
- Památník 17. listopadu 1989 na ulici Český mlýn[100]
- Pamětní deska Evženu Plockovi na Masarykově náměstí[101]
- Pamětní deska Karlu Krylovi na ulici Tolstého[102]
- Pamětní deska obětem vězněným totalitními režimy na ulici Hluboká[103]
- Pamětní deska u pomníku TGM u budovy gymnázia[104]
- Pamětní desky Jaroslavu Šlezingerovi u vily a ve vile Jaroslava Šlezingera na Fibichově ulici[105]
- Pomník zničené sochy TGM u budovy gymnázia[106]

## Osobnosti
V Jihlavě žily, narodily se či zemřely mnohé osobnosti z oblasti vědy, sportu či politiky.

## Partnerská města
Partnerskými městy Jihlavy jsou:
- Heidenheim an der Brenz, Německo (2002)
- Užhorod, Ukrajina (2010)
- Zgierz, Polsko (2018)

Od roku 2015 se Jihlava přátelí také s Wu-chanem v Číně.